# Freie Schulgemeinde Wickersdorf

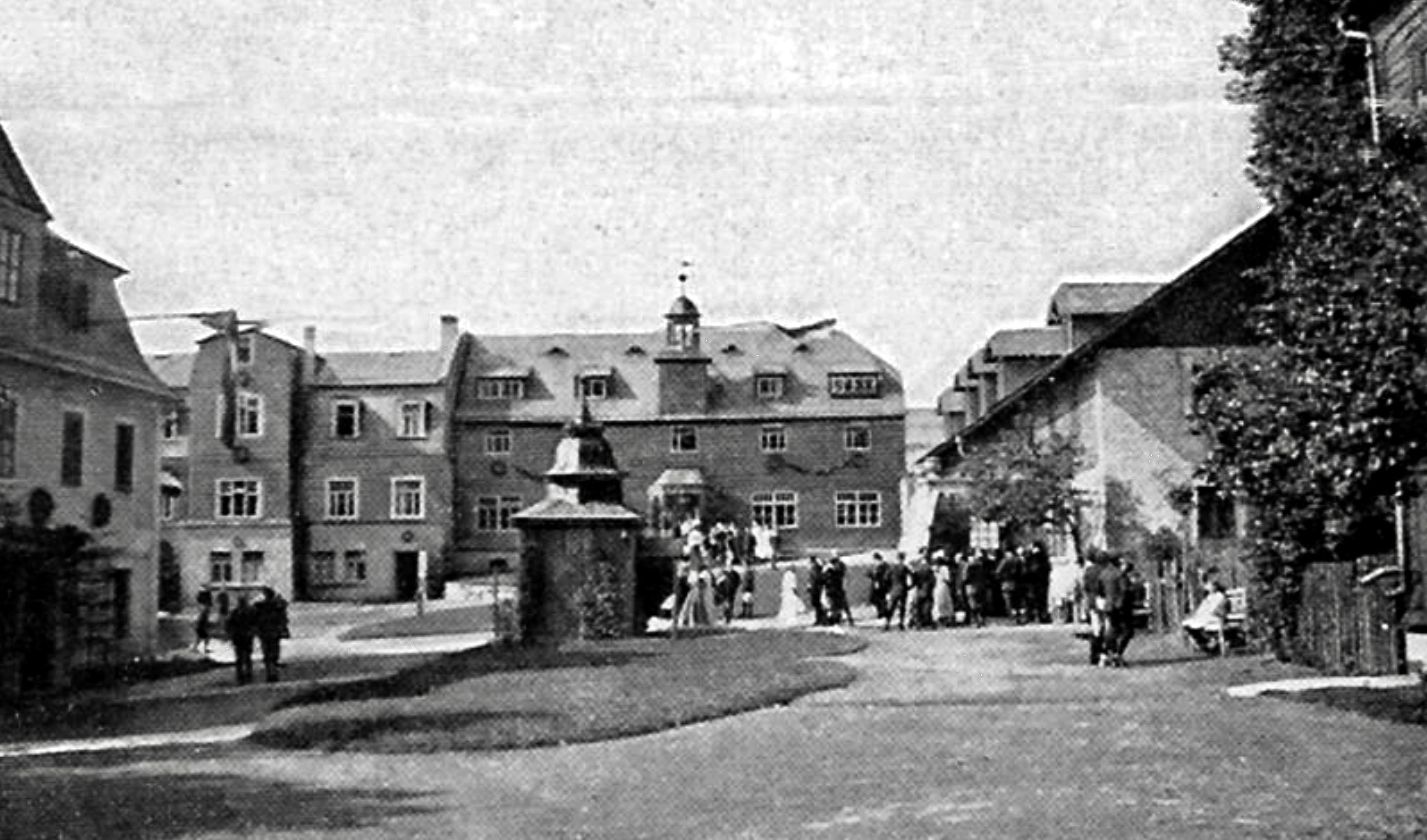
Areal der Freien Schulgemeinde in Wickersdorf, 1907

Die Freie Schulgemeinde in Wickersdorf bei Saalfeld am östlichen Rand des Thüringer Waldes, auch F.S.G. bzw. FSG, war ein Landerziehungsheim und bedeutendes reformpädagogisches Schulprojekt in Deutschland. Sie wurde am 1. September 1906 von einer siebenköpfigen Gruppe „pädagogischer Rebellen“ um Rudolf Aeschlimann, Paul Geheeb, August Halm, Martin Luserke und Gustav Wyneken gegründet. Die Internatsschule bestand bis 1991.
Ausgehend und inspiriert von der Freien Schulgemeinde kam es durch Sezessionen von Lehrkräften zu weiteren Gründungen von Landerziehungsheimen.
Bewegungsspiele auf der Schulbühne flossen später in das Unterrichtsfach Darstellendes Spiel ein.
Das Konzept der Freien Schulgemeinde wurde aber auch kontrovers diskutiert. Mitbegründer Wyneken war dabei häufig die Reizfigur.

## Schulische Entwicklung

### 1906 bis 1918

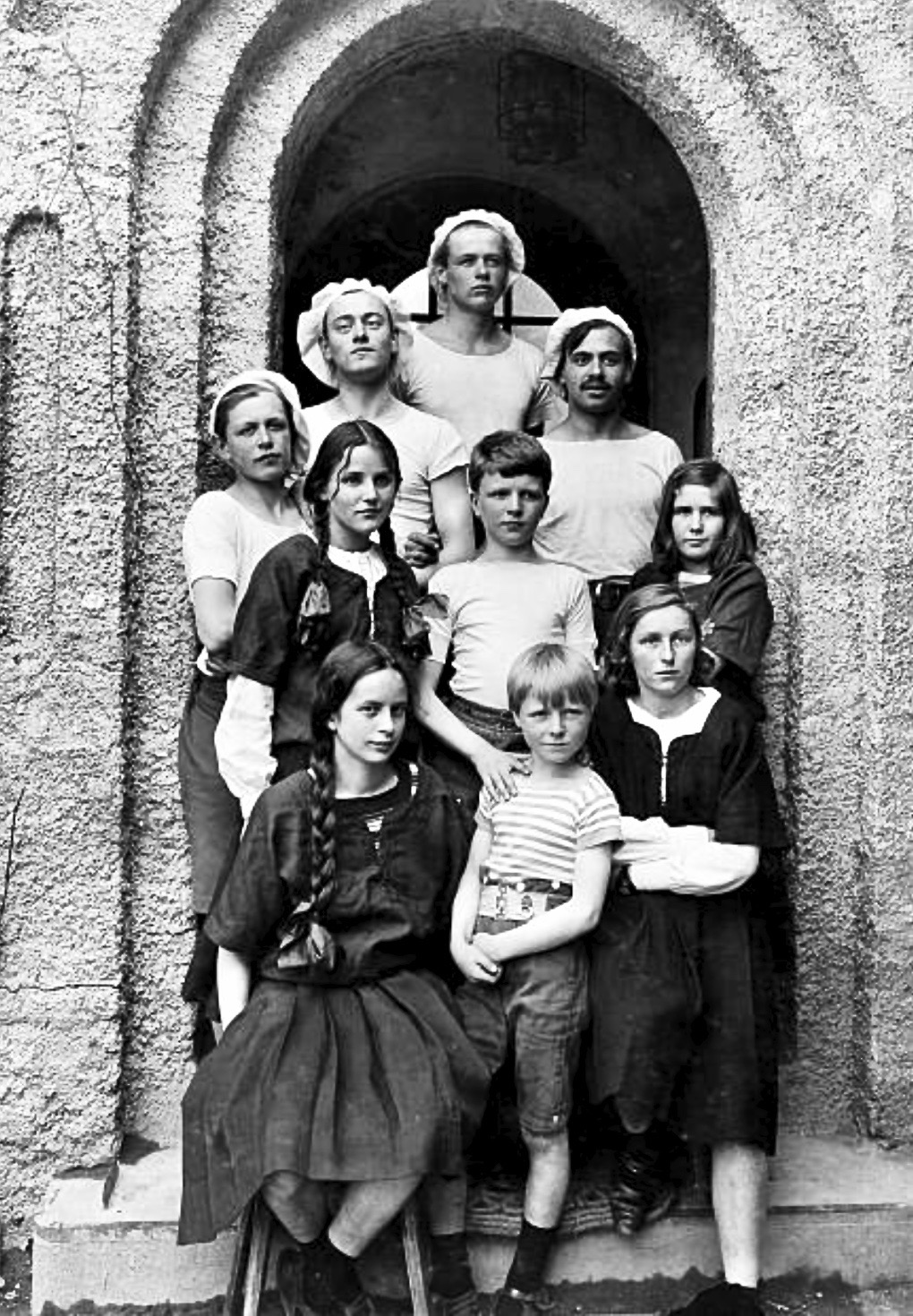
Die von Schülern und Lehrern der Freien Schulgemeinde getragenen weißen Mützen, hier vor dem Eingang zum Speise-, Musik- und Theatersaal, wurden scherzhaft auch als „Bäckermützen“ bezeichnet (1911).

Die Schulgründer hatten 1906 das Deutsche Landerziehungsheim (D.L.E.H.) von Hermann Lietz im thüringischen Haubinda nach Konflikten verlassen, um auf der brach liegenden Domäne Wickersdorf ein eigenes reformpädagogisches Schulprojekt zu gründen. Walter Benjamin zufolge bildeten einzig Martin Luserke und Gustav Wyneken eine oppositionelle Bewegung gegen den am D.L.E.H. Haubinda alltäglichen militärischen Drill der Zöglinge.
Im Gegensatz zu vielen seiner Kollegen betrachtete Wyneken, der immer wieder als Gründer der Freien Schulgemeinde in Wickersdorf oder als Reformpädagoge/Pädagoge bezeichnet wurde, die F.S.G. nie als Landerziehungsheim und rechnete sie auch nicht der reformpädagogischen Bewegung zu. Stattdessen erhob er einen Alleinstellungsanspruch. Bis 1910 gab er als Mitbegründer und Co-Schulleiter neben Paul Geheeb Ziele vor; danach war er sowohl innerhalb der FSG als auch gegenüber den staatlichen Schulbehörden diskreditiert.
Die Freie Schulgemeinde sollte sich von den Lietz’schen Landerziehungsheimen abgrenzen und der Idee der Erziehung als Formung des Menschen im Sinne einer Weltanschauung dienen. Es ging dabei um eine Neubestimmung des Verhältnisses zwischen Lehrer und Schüler, das Wyneken zufolge auf Kameradschaft und Führertum basieren sollte, auf einer Beziehung zwischen Meister und Jünger, die er als erotisches Freundschaftsverhältnis beschrieb. „Nicht das ewige, langweilige und selbstverständliche ‚Werde der du bist‘“ sollte die Losung der Freien Schulgemeinde sein, sondern in ihr sollte das wahre Potenzial der Jugend, „reine Empfänglichkeit für Größe, Schönheit und Adel, ihr Bedürfnis, zu verehren und treu zu sein, ihr Wille zum Letzten und Unbedingten“ geweckt werden.
Die Domäne Wickersdorf wurde sukzessive erworben; zunächst beschränkte man sich auf das Alte Herrenhaus, die Pächterwohnung und die Scheune, die man allmählich zu Wohnungen für das Personal, zu Wirtschaftsräumen, zu einem Speisesaal und zu Schlaf- und Unterrichtsräumen für die Schüler umbaute. In der Anfangszeit wurde zudem jedes verfügbare freie Zimmer im Dorf akquiriert.
Der Schulunterricht der Freien Schulgemeinde begann 1906 mit zunächst 13 Knaben, die den Lehrer-Dissidenten von Lietz’schen Landerziehungsheimen gefolgt waren, einer Lehrerin und sieben Lehrern. Unter diesen Schülern befanden sich Jaap Kool und Heinz von Zobeltitz.
1907 verzeichnete die F.S.G. 64 Schüler, 9 Mädchen und 55 Knaben.
Die Schulstrukturen waren maßgeblich von Kameradschaften geprägt, Gruppen, die aus etwa sechs bis zehn Schülern unterschiedlichen Alters und einem Lehrer bestanden, der als primus inter pares und Kameradschaftsführer agierte. Die Wahl der Zugehörigkeit zu einer dieser Kameradschaften war jedem Schüler freigestellt. Ein Wechsel von Schülern zu anderen Kameradschaften war sehr selten und wurde fast als Verrat angesehen. Sämtliche Schüler bildeten zusammen mit ihren Lehrern und Eltern die „Schulgemeinde“, das hierarchisch höchste Gremium, dessen Einberufung vom Schulleiter oder von mindestens einem Drittel der Stimmberechtigten gefordert werden konnte. Charakteristische Merkmale der Freien Schulgemeinde waren die von den Schülern ausgeübte Mitverantwortung und Mitverwaltung – Grundsätze, die auch von nachfolgenden reformpädagogischen Schulgründungen aufgegriffen wurden.
Vom D.L.E.H. in Haubinda zog die 1906 dort gegründete Kameradschaft der „Bären“ zur Freien Schulgemeinde. Nach dem Selbstverständnis der Kameradschaften waren die Schüler „Bärenjunge“, ihr Kameradschaftsführer Martin Luserke der „Bär“. Außer den „Bären“ gab es neben weiteren die Kameradschaften der „Eulen“, „Gemsen“, „Lehmänner“ (nach ihrem Führer Wilhelm Lehmann), „Pinguine“ und „Wölfe“.

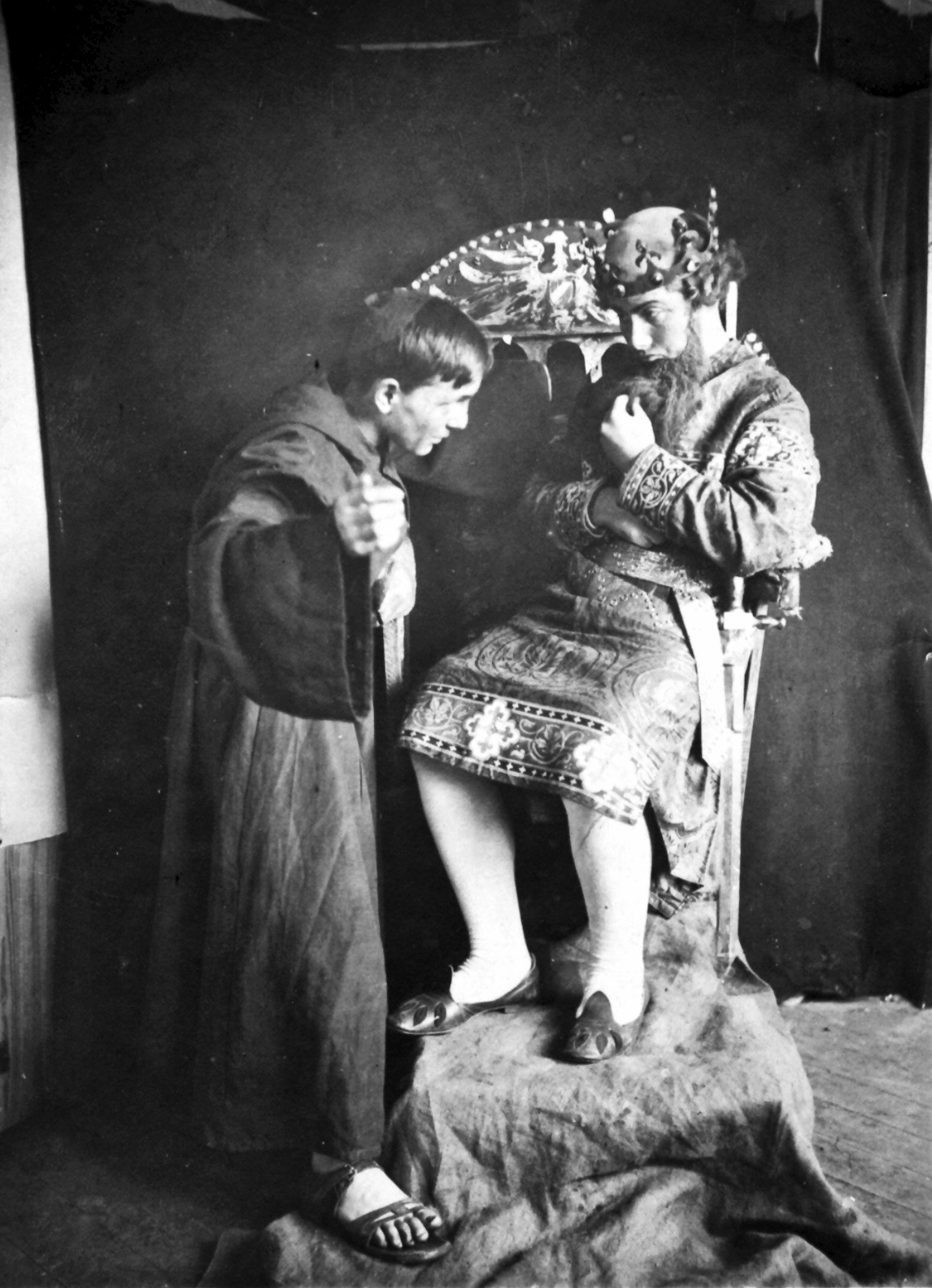
1907 bei Martin Luserkes Bewegungsspiel – der Schüler Hermann Thimig (rechts, als Karl der Große) blieb zeitlebens damit befasst

Der Begriff der „Schulgemeinde“ grenzte sich bewusst von der staatlichen Schule, aber auch von dem damals gängigen Begriff „Landerziehungsheim“ bzw. „Landschulheim“ ab. Die „Schulgemeinde“ war für Wyneken, der Theologie studiert hatte, keine rationale Institution, sondern eine romantische Gemeinschaft. Die Jugend sollte diesen kryptoreligiösen Vorstellungen Wynekens zufolge das Instrument einer künftigen Gemeinschaft sein.
Wyneken schwebte die Freie Schulgemeinde ursprünglich als ein „Orden edler Knaben und Jünglinge“ vor. Sein Konzept eines „pädagogischen Eros“ vertrat er nicht nur theoretisch, sondern auch praktisch. Wyneken führte dazu aus: „Der Mann sieht den Knaben, so schön und adelig, wie seine Liebe ihn sich träumt. Diesem Eros des Mannes kommt aber eine Sehnsucht des Knaben entgegen.“ Es gehe um „die wunderbare Vertiefung des Gefühlslebens und der Empfänglichkeit“. Die zentrale Aufgabe der Kameradschaft sei es, als zentraler Ort des „pädagogischen Eros“ zu fungieren. In seiner umfangreichen und über Jahre andauernden Korrespondenz mit Schülern bot er denjenigen, zu denen er sich hingezogen fühlte, „den auserwählten Status intimer Zweisamkeit“ an, womit er die Grenzen der Rolle eines Lehrers bewusst überschritt.
Für Mädchen bzw. Frauen (Schülerinnen, Mütter, Lehrerinnen) war in Wynekens Modell, das im Kontext der Lebensreform- und Jugendbewegung entstanden war, kein Platz. Wyneken betrachtete sich selbst als „die Inkarnation des charismatischen Lehrer-Führers“ und beanspruchte diese Rolle innerhalb der Freien Schulgemeinde für sich allein. Der Widerspruch zwischen den dogmatischen Auffassungen Wynekens und den erzieherischen Vorstellungen der Reformpädagogin Ellen Key trat deutlich zutage, als diese im Juli 1908 die Freie Schulgemeinde besuchte, Wyneken als „Jesuitengeneral“ charakterisierte und die Forderung nach einer Entwicklung der Einzelpersönlichkeit erhob. In der Nähe des Internats wurde eine Anhöhe, die einen Blick auf die Freie Schulgemeinde bot, nach Ellen Key benannt.
Im Gegensatz zum christlich geprägten Unterricht in herkömmlichen Schulen legte der Atheist Wyneken einen inhaltlichen Schwerpunkt auf eine künstlerische, insbesondere musische Erziehung. Einen weiteren Fokus bildete der Sport, der jedoch nicht das an staatlichen Schulen gepflegte Gerätturnen beinhaltete, sondern stattdessen während der warmen Jahreszeit auf Körperübungen im Freien und während der kalten Jahreszeit auf Wintersport setzte. Nach dem Vorbild von Robert Baden-Powells „Scouting for Boys“ wurden Geländespiele durchgeführt, die einer vormilitärischen Ausbildung ähnlich waren, jedoch ohne Waffen stattfanden.
Vor dem Ersten Weltkrieg erschien es als selbstverständlich, dass die Schülerinnen und Schüler morgens im Freien mit ihren Lehrern eine ausgedehnte Morgengymnastik ohne Bekleidung zelebrierten. Dies war Bestandteil einer asketischen und naturalistischen Körpererziehung und frei von sexueller Konnotation. Weder die Eltern noch die Öffentlichkeit nahmen daran Anstoß. Vom Frühjahr bis in den Herbst hinein fand täglich zwischen den Unterrichtsstunden ein Dauerlauf in Laufkleidung statt, der später mit der Morgengymnastik abwechselte. Daran nahmen die Schülerinnen und Schüler sowie einige der Lehr- und Hilfskräfte teil.

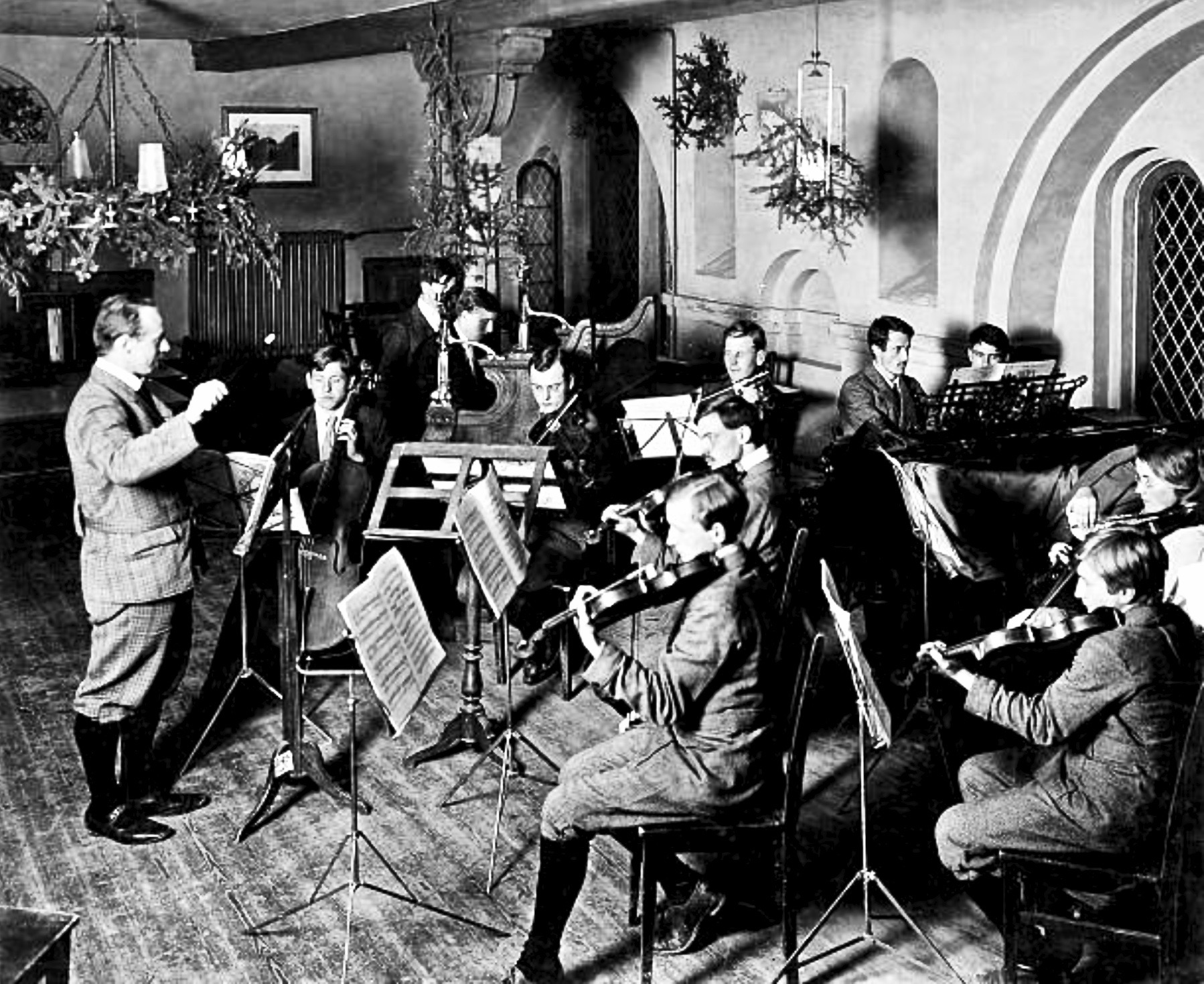
Kleine Orchesterprobe im Musiksaal der Freien Schulgemeinde (1911)
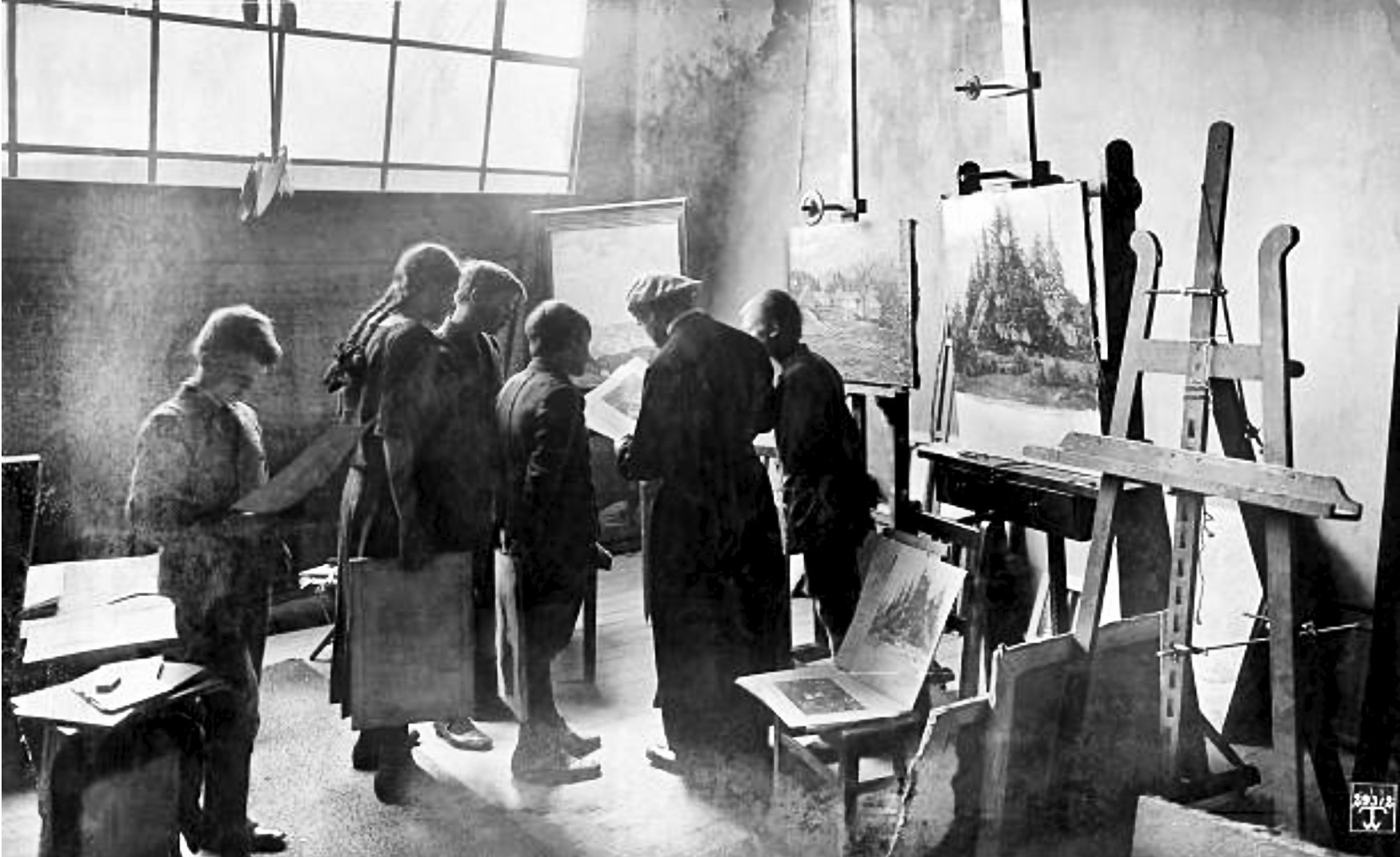
Kreativitätsschulung beim Kunstunterricht im Mal- und Zeichensaal (1911)
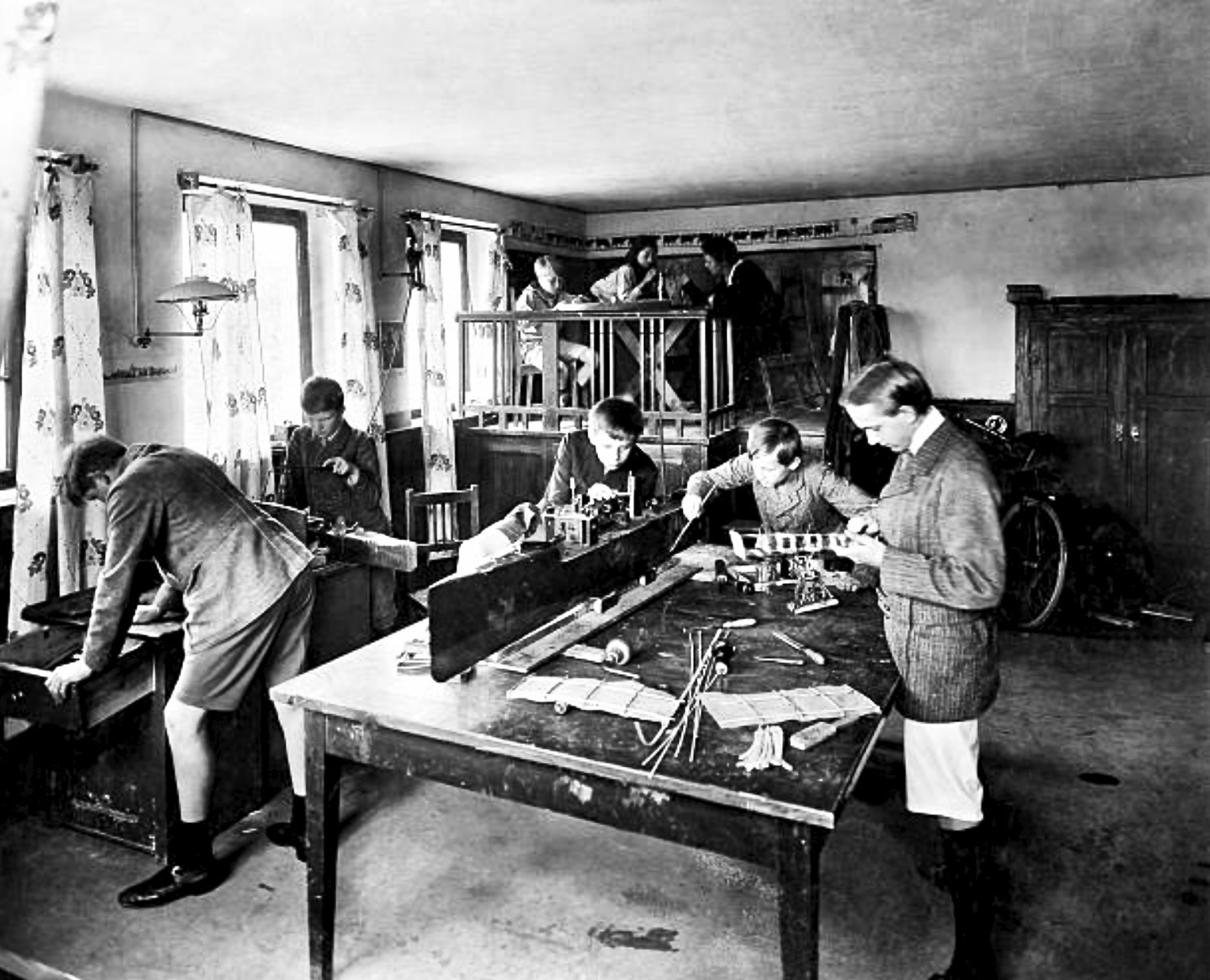
Schüler beim Werken, teils mit dem Fluggerätebau beschäftigt (1911)

Der Anteil von Schülern jüdischer Abstammung war in der Freien Schulgemeinde im Vergleich zu staatlichen Schulen sehr hoch. Wyneken war davon allerdings keineswegs begeistert, da dies seiner Vorstellung eines „Ordens der Jugend“ zuwiderlief. 1922 führte er dazu in einer seiner Buchveröffentlichungen aus: „In der Freien Schulgemeinde pflegen immer einige Knaben und Mädchen zu sein, die durch eine edle Rassigkeit das Auge erfreuen; aber es sind verhältnismäßig doch wenige. Von der Mehrzahl wird man sagen, daß sie bestenfalls ein guter Mittelschlag sind. Mit den wirtschaftlichen Bedingungen einerseits und andererseits mit der religiösen und politischen Neutralität der Schule hängt der ziemlich große und in letzter Zeit beständig zunehmende Anteil der jüdischen Rasse am Bestand der Schülerschaft zusammen (früher etwa 20 Proz., gegenwärtig 40 Proz.). Das ist nicht günstig und wird auch von Wickersdorf nicht gern gesehen, wobei jede antisemitische Regung durchaus ausgeschlossen ist; aber ein im Vergleich zu ihrem Anteil an der Zusammensetzung des deutschen Volkes und sogar seiner gebildeten Stände ganz unverhältnismäßig großer jüdischer Einschlag schafft eine (übrigens den Juden selbst unerwünschte) Einseitigkeit der geistigen Richtung und drückt erfahrungsgemäß das Niveau der körperlichen Leistungsfähigkeit hinunter. Im ganzen, selbstverständlich mit vielen rühmlichen Ausnahmen, hat man auch den Eindruck, daß das häusliche Milieu des jüdischen Kaufmanns für den straffen spartanischen und idealistischen Zug der Wickersdorfer Erziehung keine günstigen Vorbedingungen schafft. Übrigens kann festgestellt werden, daß Schüler jüdischer Abstammung in Wickersdorf kaum je eine führende Rolle gespielt haben, obgleich in der dortigen Jugend keine antisemitischen Vorurteile herrschen. Aber der Typ der spezifisch jüdischen Begabung scheint dem Wickersdorfer Ideal irgendwie nicht eigentlich zu entsprechen“.

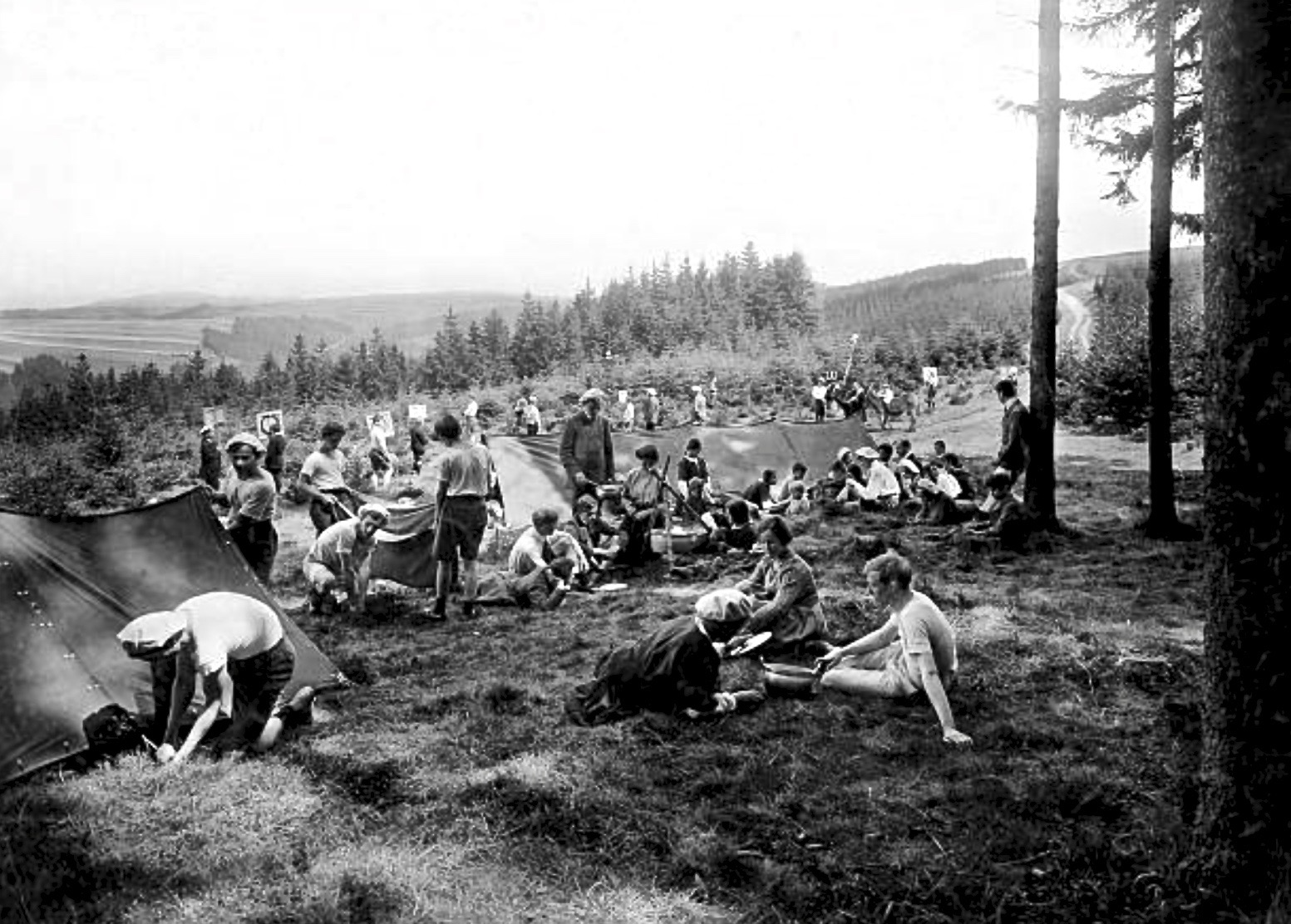
Zeltlager der Freien Schulgemeinde Wickersdorf im Thüringer Wald, 1911

Der Kunst wurde innerhalb der F.S.G. „ein Status von Kult bzw. Religion zugesprochen. Die Beschäftigung mit Musik, Dichtung, Malerei, Theater, Tanz, rhythmischer Gymnastik usw. wurde als sakraler Akt betrachtet, als ein permanenter Gottesdienst. Der hohe Stellenwert der ästhetischen Bildung wurde damit begründet, dass hier der objektive Geist am reinsten und unmittelbarsten zum Vorschein kommen und wirken könne“.

„Die Musik spielt überhaupt eine bedeutende Rolle im Leben der F.S.G. Kein Fest wird gefeiert, wo ihr nicht Ehre erwiesen würde. Und was unser Orchester und der Schulchor schon leistete, ging weit über bloßen Dilettantismus hinaus. Neben der Musik sind bemerkenswert die Theateraufführungen, die meist zweimal im Jahr stattfinden; einmal am Stiftungsfest, dem größten Feste der Schule, und zu Weihnachten oder sonst bei einer passenden Gelegenheit. Wir haben Aufführungen erlebt von Stücken Molières, Shakespeares oder des Leiters [Martin Luserke] selbst, die eine ganz besondere Stilisierung zeigen, wie man sie bei Berufsschauspielern nicht findet. Es ist zweifellos Kunst, und dabei kommt das Spezifische der Jugend voll zur Geltung; wenn also überhaupt, so ist hier etwas von Jugendkultur zu sehen. Auch beim Orchester ist ähnliches zu bemerken, da der Rhythmus anders ist, wenn junge Leute spielen als wenn alte das gleiche Stück spielen und doch hört das gespielte Stück nicht auf, ein Kunstwerk zu sein.“

Maßgeblich bedingt durch Wyneken war die Freie Schulgemeinde von ihrer Gründung an stetig von öffentlich geführten Kontroversen begleitet, die selbst die Titelseiten von Tageszeitungen beschäftigten. Es gab wiederholte Konflikte mit den Schulaufsichtsbehörden und Eltern sowie ideologische Streitigkeiten innerhalb des Lehrerkollegiums, die zu einer permanent anhaltenden Fluktuation in Schüler- und Lehrerschaft führten.
Kritik äußerte der Dichter Stefan George, der in Kreisen der Jugendbewegung ein hohes Ansehen genoss, gegenüber Edgar Salin in Bezug auf einen möglichen neuen Adepten des George-Kreises: „Ich weiß von dem schönen Jungen. Er ist nicht aus schlechtem Holz, aber er ist verdorben, bis in den Grund verdorben. Merken Sie sich: wer aus Wickersdorf kommt, ist hoffnungslos verdorben“. Über Wyneken sagte er: „Wyneken ist ein dürrer Rationalist ohne Glauben und ohne Ehrfurcht. Wer durch seine Schule geht, hat die Grundeigenschaft verlernt, mit der in jeder pädagogischen Provinz das Leben beginnt.“ Die Jünger beider Lager wurden mehr oder weniger vor die Wahl „George oder Wyneken“ gestellt.
Ab 1907 nahmen Schüler der Freien Schulgemeinde mit großem Erfolg am Bobsleighfahren am Wadeberg in Oberhof teil und erwiesen sich dort bei den Deutschen Meisterschaften mit ihrem fünfsitzigen Bob namens „Wickersdorf“ bald als unschlagbar. In den Jahren 1908–1911 gewann jedes Mal das F.S.G.-Bobteam; 1911 nahmen drei Wickersdorfer Bobsleighs an den Rennen teil. Die Bobsportentwicklung in Deutschland hat die F.S.G. in den Anfangsjahren mitgestaltet. Auch im Skispringen waren Wickersdorfer Schüler ab dem ersten Winter nach der Schulgründung beim „Oberhofer Wintersportfest“ erfolgreich. Aus diesem Grund nahm beispielsweise das D.L.E.H. in Haubinda nicht daran teil, weil deren Schulleiter Hermann Lietz die Auseinandersetzung um die vermeintlich „bessere“ Reformschule wohl nicht auch auf sportlichem Terrain führen wollte. Wyneken nutzte die mediale Aufmerksamkeit für diese Erfolge, um sie auf die F.S.G. zu übertragen. Sie wurden lange Jahre gepflegt, mythisch verklärt und im Nachhinein pädagogisch gedeutet. Der Bobsport allerdings wurde innerhalb der F.S.G. von den Schülern selbst gestaltet und musste von Lehrern nicht wesentlich unterstützt oder betreut werden.

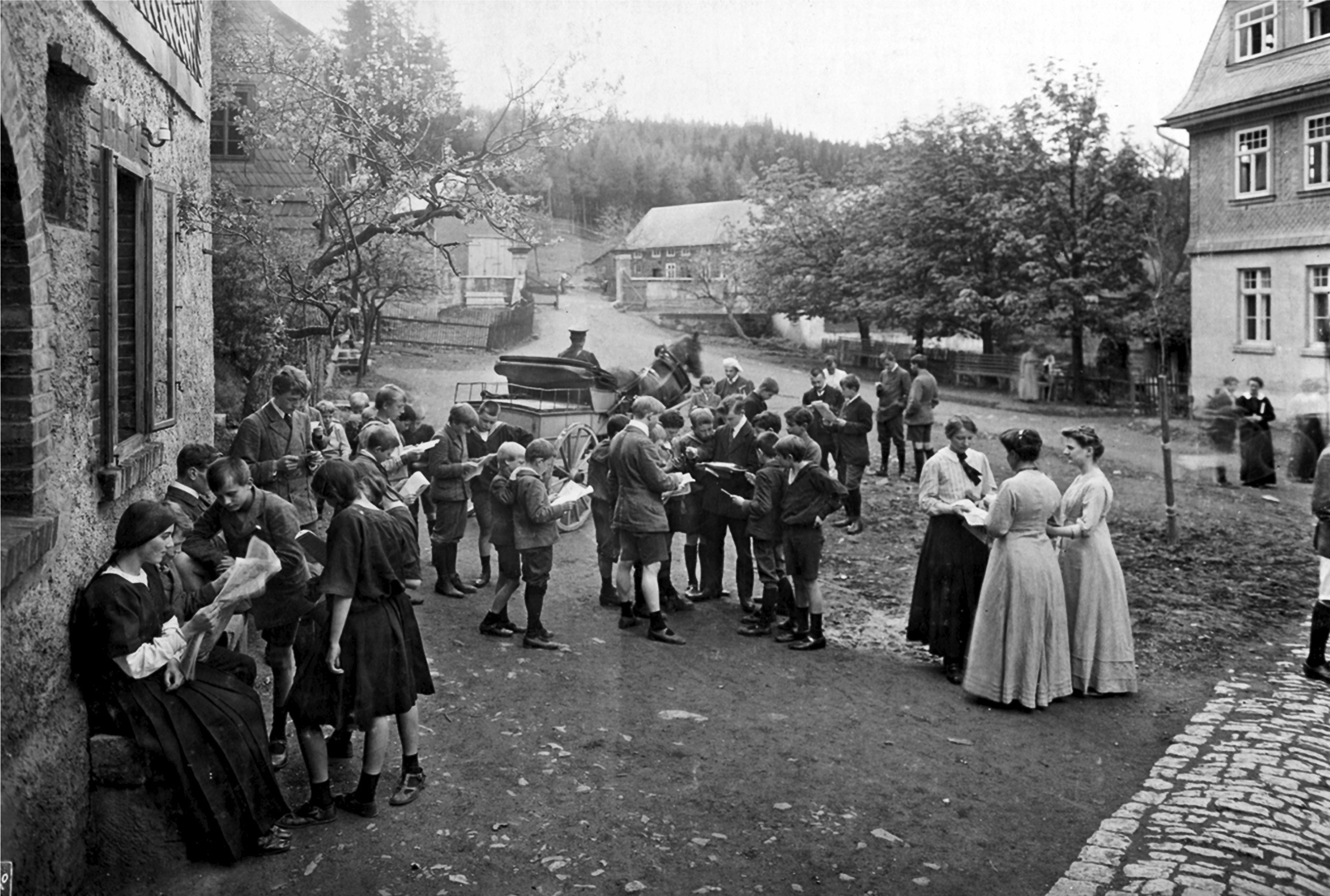
Ausgabe privater Briefe durch den Postkutscher auf dem Hof (1911)
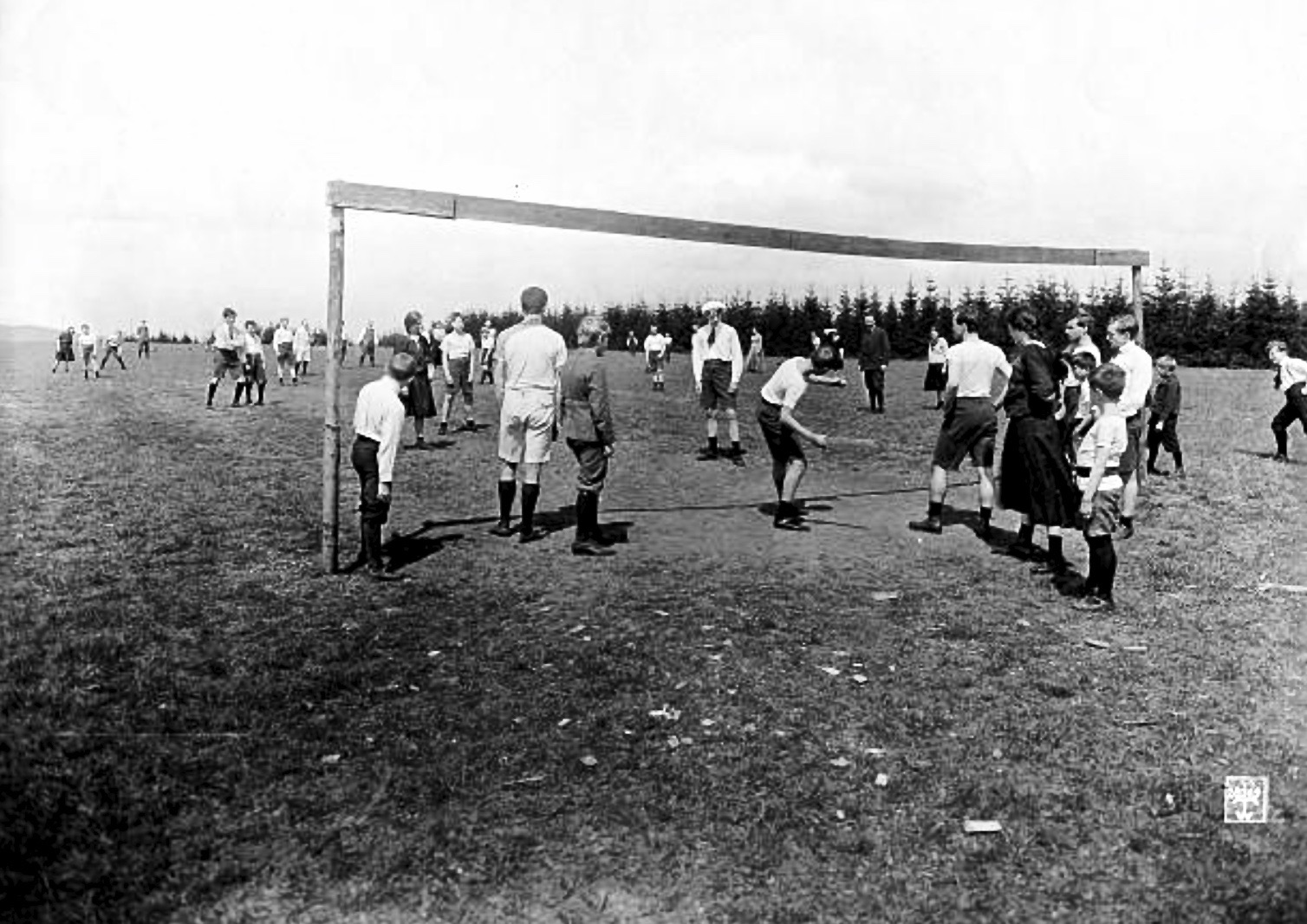
Beim Deutschballspiel (Schlagball, ähnlich Baseball) auf dem Sportplatz (1911)
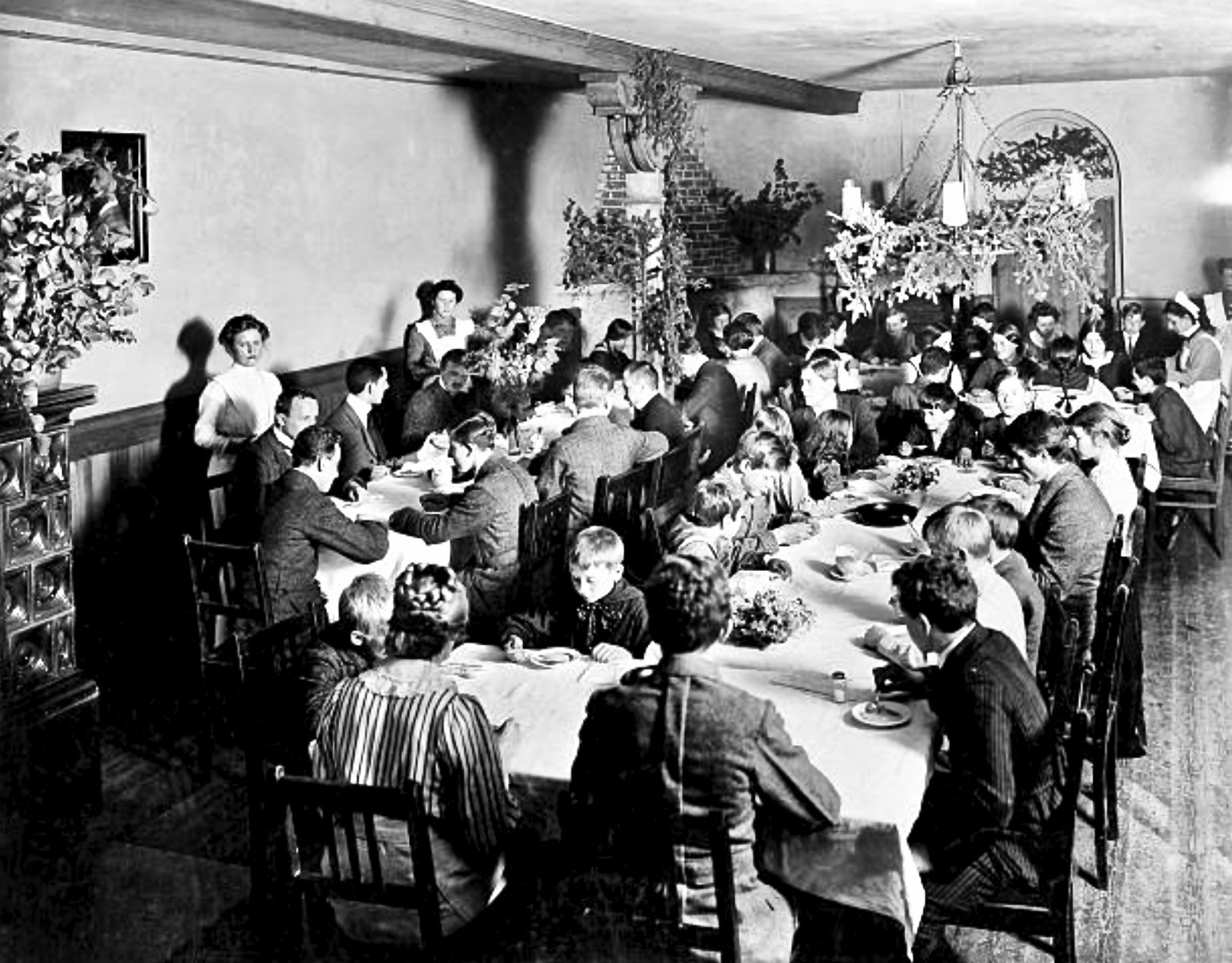
Mahlzeit im weihnachtlich geschmückten Speisesaal (1911)

Das Hauptwerk des Schweizer Schriftstellers Carl Spitteler, das vierbändige Epos Olympischer Frühling, avancierte an der Freien Schulgemeinde auf Wynekens Betreiben hin zur Pflichtlektüre und zum Kultbuch. Es beinhaltet eine mythologische Verherrlichung des Menschen zu einem neuen Prometheus und prägte den apostrophierten „Wickersdorfer Geist“ maßgeblich mit. Später setzten die Lehrer Paul Reiner und Ernst Schertel die eher elitäre Dichtung von Stefan George dagegen, dessen Gedicht Die Hüter des Vorhof anlässlich diverser Festveranstaltungen des Internats gern rezitiert wurde. Für Paul Reiner wurde es zur Richtschnur seines Handelns.
1909 verließ der Schulleiter Paul Geheeb nach einem Zerwürfnis mit Wyneken die Freie Schulgemeinde; er gründete 1910 die Odenwaldschule. Auch der Komponist, Musikästhetiker und -erzieher August Halm verließ die F.S.G. für ein ganzes Jahrzehnt, wurde jedoch ab 1920, dann unter Luserkes Leitung, erneut dort tätig.
1910 wurde Wyneken vom Kultusministerium entlassen, Martin Luserke durch Großherzog Georg II. von Sachsen-Meiningen zum Schulleiter berufen. Durch Luserke kam mehr Ruhe in den laufenden Betrieb der Freien Schulgemeinde.
Luserke erarbeitete einen Ansatz zu einem eigenen Wickersdorfer Körperstil, der „Körperbildung“, in dem er den Ausdruckstanz und Tanzaufführungen initiierte. Der Pädagoge Hans-Windekilde Jannasch beschrieb Luserke retrospektiv als „Mittelpunkt“ der F.S.G. Deren „Blütezeit in den Jahren 1909–19“, abzüglich von zweieinhalb Jahren Kriegsteilnahme und -gefangenschaft, sei „wesentlich durch die Persönlichkeit Luserkes bestimmt“ gewesen. Eine „Fülle von schöpferischen Anregungen“ sei von ihm ausgegangen; seine „vielseitige musische Begabung“ habe „das Leben der Schule befruchtet“; er habe verstanden, Atmosphäre zu bilden. Ähnlich äußerte sich später Alfred Ehrentreich: Luserke habe das Bild Wickersdorfs zu 75 Prozent geprägt.
Luserkes Vorstellungen einer künstlerischen „Körperbildung“ durch „Bewegungsspiel und Schulbühne“ entsprachen ästhetischen gymnastischen Übungen. Er wollte den Schülern zu einem Körpergefühl verhelfen, das ihnen, je nach Eignung bzw. Begabung, mindestens ein Verständnis für den Kunsttanz vermittelte. Seine Theorie und Praxis wurde in Fachveröffentlichungen weithin beachtet.
1912 verließ der Lehrer Georg Hellmuth Neuendorff die Freie Schulgemeinde und gründete die Dürerschule Hochwaldhausen.
Wyneken hielt seinen Einfluss auf Wickersdorf aufrecht, zum Beispiel über die seit 1908 erscheinende Jugendzeitung Der Anfang. An dieser arbeiteten auch F.S.G.-Schüler wie Otto Gründler und Erich Krems mit. Wyneken blieb auf dem Schulgelände wohnen und sorgte weiter für nahezu alltägliche Konfrontationen.
Luserkes erfolgreichstes Projekt wurde das Schultheater, sein „musikalisches Bewegungsspiel“, das sich maßgeblich durch ihn bis heute als Schulfach Darstellendes Spiel etabliert hat. So wurde während seiner Ägide die Bühne der Freien Schulgemeinde zu einer der führenden Jugendbühnen Deutschlands.

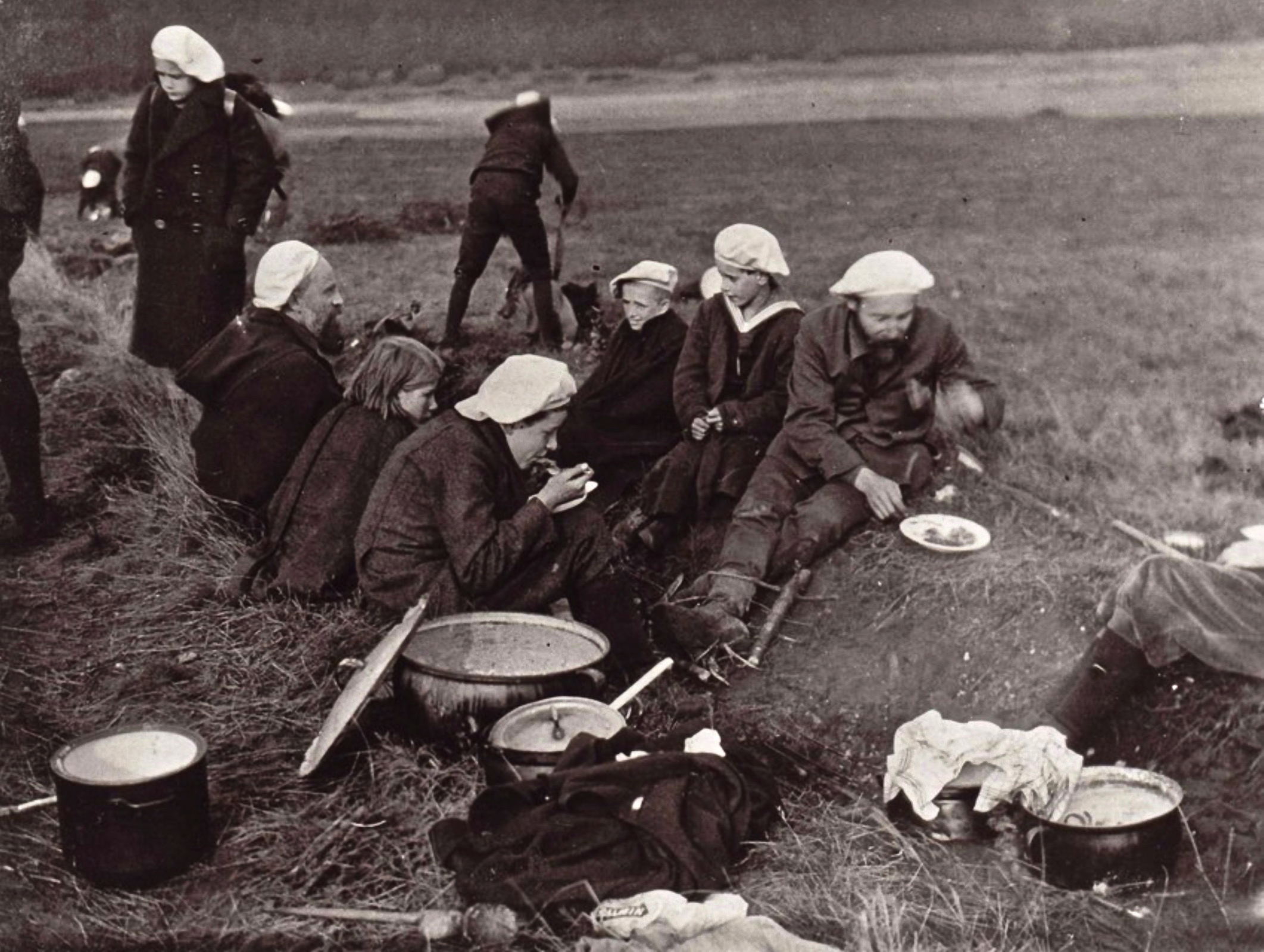
Schüler der Freien Schulgemeinde beim Ersten Freideutschen Jugendtag am 11. und 12. Oktober 1913, mit Gustav Wyneken (links) und Schulleiter Martin Luserke (rechts)

Am 11. und 12. Oktober 1913 fungierte der Erste Freideutsche Jugendtag als eine Alternativveranstaltung gegenüber den Jubelfeiern anlässlich der 25-jährigen Regentschaft Kaiser Wilhelms II. und zum 100. Jahrestag der Völkerschlacht bei Leipzig. Die gesamte zu dieser Zeit rund 100-köpfige Schülerschaft der Freien Schulgemeinde war zum Hohen Meißner angereist, auf dem sich die Redner Martin Luserke und Gustav Wyneken vor etwa zwei- bis dreitausend jugendbewegten Schülern, Studenten und deren erwachsenen Mentoren zu Sprechern der deutschen Jugendbewegung (Bündische Jugend) machten, wenn auch umstritten. So hatte beispielsweise der bedeutende Wandervogel seine Teilnahme kurzfristig abgesagt. Dennoch nahmen viele „Wandervögel“ an dem Treffen teil. Während Wyneken entschieden die „Eigengesetzlichkeit“ und Herrlichkeit der Jugend betont hatte, bezeichnete Luserke die Jugendphase als eine „Zeit der Vorbereitung“, eine „Zeit wesentlich abgekehrter Sammlung und der Reifung“, die sich von der Zeit des Erwachsenenlebens erheblich unterscheide. In der Jugendphase müsse man sich „die großen grundlegenden, richtunggebenden inneren Werte erwerben“, die dann „ein Leben lang vorhalten“ sollen. Die Frankfurter Zeitung, die über die Tagung auf dem Hohen Meißner ausführlich berichtete, bezeichnete Luserkes Ansprache als „das Beste und Feinste, was auf der ganzen Tagung gesagt worden ist“.
Ostern 1914 besuchten 27 Mädchen und 78 Knaben die Freie Schulgemeinde. Zu Beginn des Ersten Weltkrieges reduzierte sich die Schülerzahl; etliche der älteren Schüler und auch patriotisch empfindende Lehrer traten in den Militärdienst ein. Während des Krieges fand per 1. Dezember 1916 eine Volkszählung statt. Dabei wurden 20 Mädchen und 65 Knaben als F.S.G.-Schüler erfasst.
Zwischen Luserke- und Wyneken-Befürwortern bzw. -gegnern kam es mindestens streckenweise zu einer Lagerbildung.

„Ist diese Gemeinde nicht vielleicht eine Sekte? Eine Abgeschlossenheit von der Welt, nicht aus Stärke und Mut, Gemeinsinn und Selbstbewusstsein, sondern aus Schwäche und Angst, Eigensinn und Dünkel?“

Von Januar 1914 bis Juli 1916 arbeitete der Schriftsteller Ernst Schertel als Lehrer für Deutsch, Alte Geschichte und Religionsgeschichte an der Schule. Schertel entwickelte dort von asiatischen Tanzfesten inspirierte sogenannte „Mysterienspiele“, deren Begleitung eine suggestive, von Schertel komponierte tonartlose Musik war. Seine pädagogischen Bemühungen stießen jedoch auf Vorbehalte: Dass er seinen Schülern die „Überzeugung von der menschenbildenden und kulturfördernden Kraft der mannmännlichen Liebe“ nahebrachte, führte zum Ende seines Wirkens in Wickersdorf. Die Kollegin Hedda Korsch, die nach seinem Ausscheiden einige seiner Schüler übernahm, beklagte gegenüber Wyneken, Schertel habe in einigen Dingen „wirklichen Schaden“ unter den Schülern angerichtet.

### 1919 bis 1933
Martin Luserke soll Wyneken nach der Novemberrevolution zur Freien Schulgemeinde zurückgerufen und ihm dort wieder die Schulleitung übertragen haben, nachdem die Wyneken nicht gewogene Landesregierung abgesetzt gewesen sei. Dabei habe Luserke das Ziel verfolgt, die entstandene Lagerbildung aufzulösen.
Bernhard Hell, der seit 1907 an der F.S.G. unterrichtet hatte, verließ Wickersdorf 1919 nach Auseinandersetzungen mit Wyneken, schloss sich zunächst der Freien Schul- und Werkgemeinschaft des F.S.G.-Dissidenten Bernhard Uffrecht an, unterrichtete 1930 kurzzeitig im Landschulheim am Solling und gründete im selben Jahr die evangelische Urspringschule. Die Lehrer Hans-Windekilde Jannasch und Wilhelm Lehmann folgten Hell wegen Wyneken wenige Monate später ans Landschulheim am Solling.

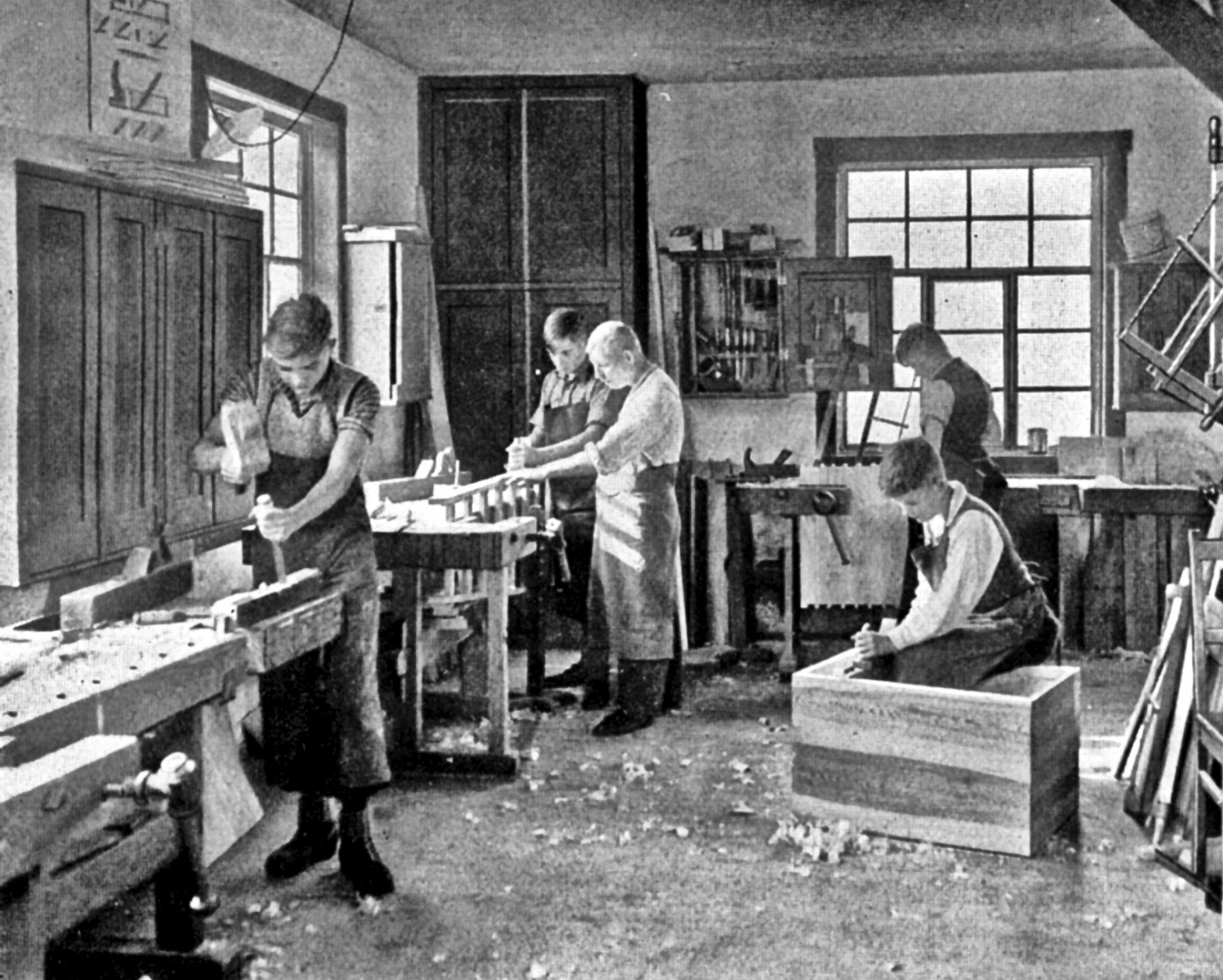
FSG-Schüler in der Tischlerei auf dem Areal des Internats, um 1920
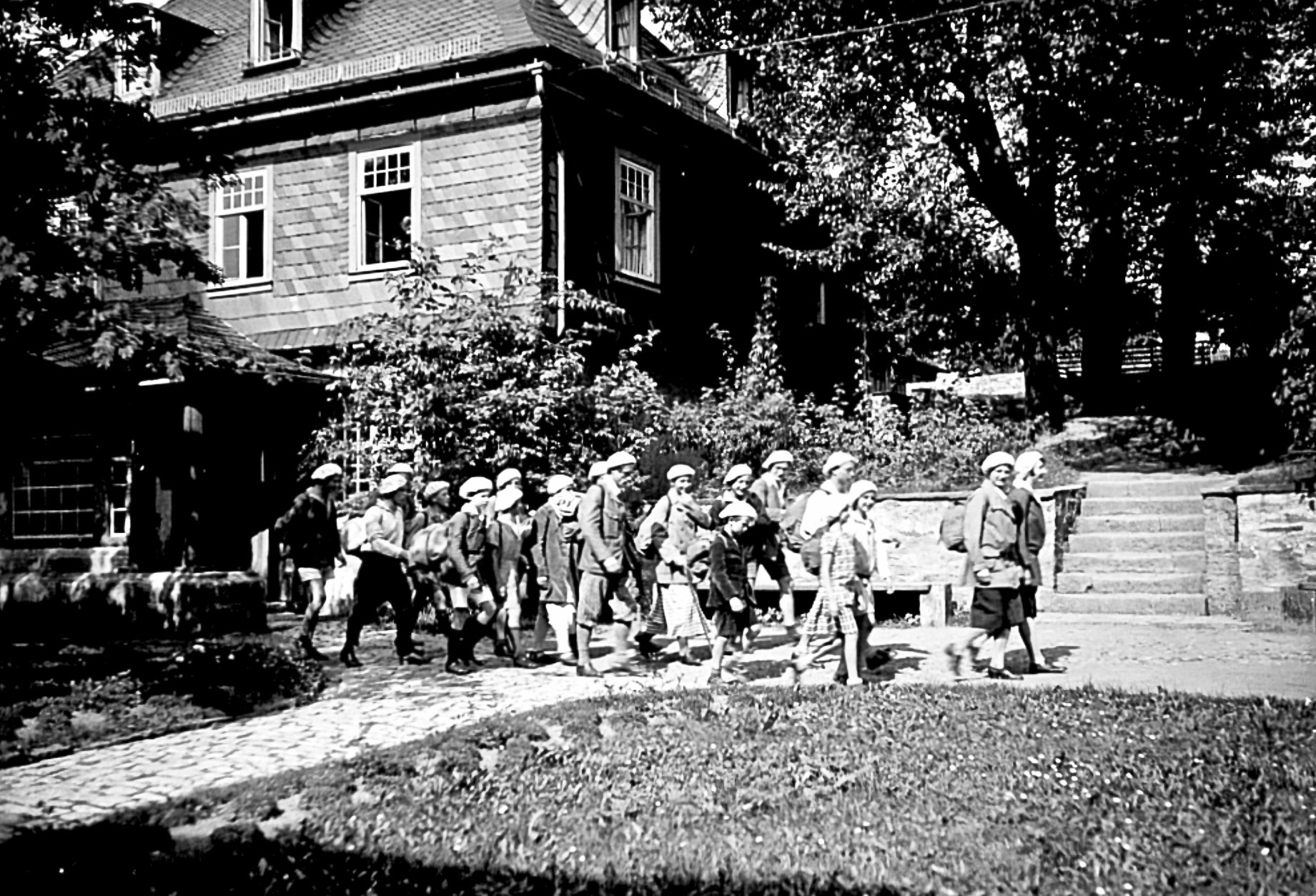
Ausflug mit weißen Landschulheimmützen und Rucksäcken, die jüngeren Knaben mit kurzen Hosen, die älteren mit Knickerbockers, die Mädchen mit Röcken, um 1925
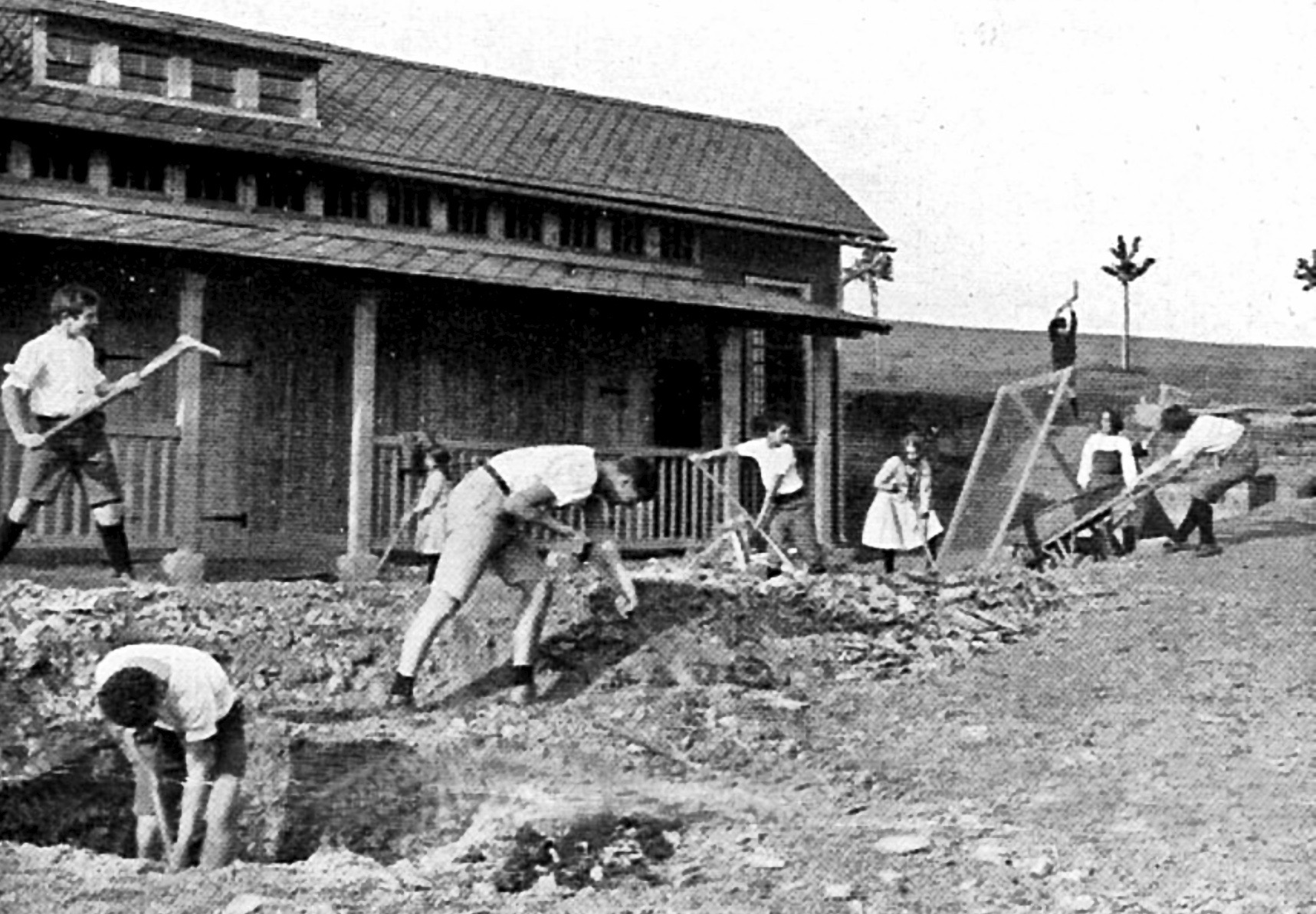
Schülerinnen und Schüler bei vorbereitenden Arbeiten für Bepflanzungen auf dem Areal des Internats, um 1925

Wyneken sah sich bald Vorwürfen des sexuellen Missbrauchs an Schülern ausgesetzt und musste 1920 den Dienst quittieren. Nachforschungen ergaben, dass Wyneken einen Schüler beim Gutenachtsagen nackt umarmt und mit einem weiteren Schüler Schenkelverkehr gehabt haben soll. Dabei handelte es sich um den 12-jährigen Heinz Herrmann und den 17-jährigen Viktor Behrens. Aus einem dazu verfassten Protokoll geht darüber hinaus hervor, Wyneken habe neben diesen beiden weitere Schüler seiner Kameradschaft homosexuell missbraucht. In der Folge wurde Wyneken wegen unzüchtiger Handlungen und Missbrauchs seines Autoritätsverhältnisses als Schulleiter zu einem Jahr Gefängnis verurteilt. Dies hielt ihn jedoch nicht davon ab, nach seiner Entlassung die mehrfach neu aufgelegte Schrift Eros zu publizieren, eine Rechtfertigung der Päderastie. Sein Fall wurde im gesamten Deutschen Reich kontrovers diskutiert.
Martin Luserke, der eine schwere Kriegsverwundung am Kopf erlitten hatte, die ihn zeitlebens zeichnete – daher später die für ihn typische Kopfbedeckung –, übernahm erneut die Leitung der Freien Schulgemeinde.
Im März 1922 musste auch Wynekens Anhänger Fernand Petitpierre, der ebenfalls dem „pädagogischen Eros“ verhaftet war und 1919/20 den FSG-Schüler Kalistros Thielicke (1905–1944) vermutlich gewaltsam missbraucht hatte, unfreiwillig das Feld räumen. Dafür machte Petitpierre in einem Schreiben an Wyneken das so bezeichnete „Triumvirat“ verantwortlich, das aus Rudolf Aeschlimann, Martin Luserke und Paul Reiner bestand und Wynekens Rückkehr verhindern wollte. Petitpierre beklagte in diesem Brief die starke Rolle, die nun auch Frauen innerhalb der Freien Schulgemeinde einnahmen: „Hätten Sie sich träumen lassen, dass Ihr W.dorf [Wickersdorf] später so eine Art Dreifamilienhaus [gemeint: die Familien Aeschlimann, Luserke und Reiner] werden sollte? Dass die Frau [gemeint: die Rolle der Ehefrauen Christel Aeschlimann, Annemarie Luserke und Anni Reiner] mal so wichtig werden sollte? Jammervoll.“ Nach der späteren Sezession des „Triumvirats“ kehrte Petitpierre, durch Wyneken protegiert, 1926 wieder an die F.S.G. zurück und lebte dort seine pädophilen Neigungen unvermindert weiter aus.

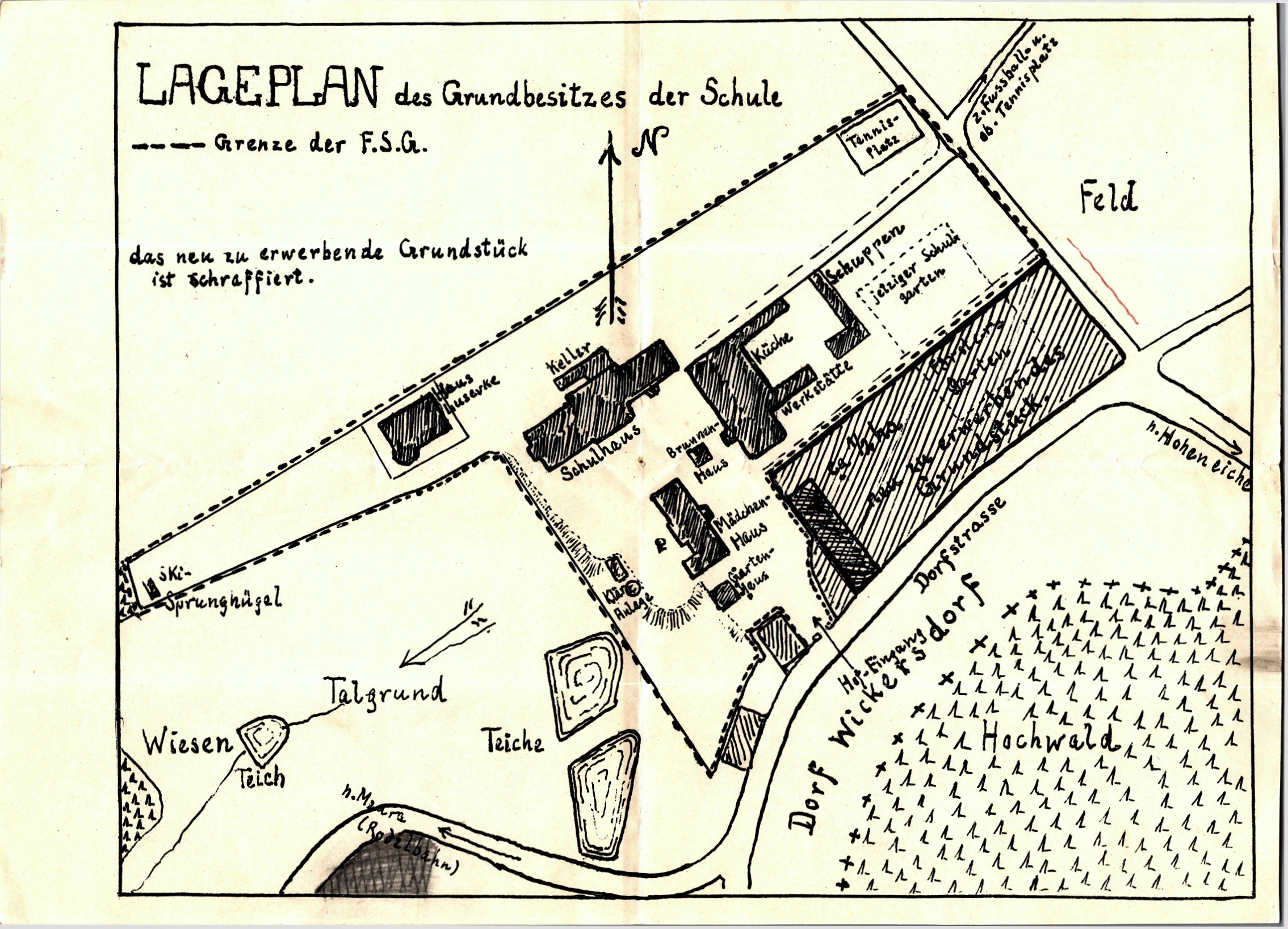
Grundstück des Landerziehungsheims Anfang der 1920er Jahre: Die beiden Teiche waren noch nicht miteinander verbunden, das angrenzende Grundstück des Alten Försterhauses noch nicht erworben, das als Feld bezeichnete Areal noch nicht teilw. zum Sportplatz umgewidmet

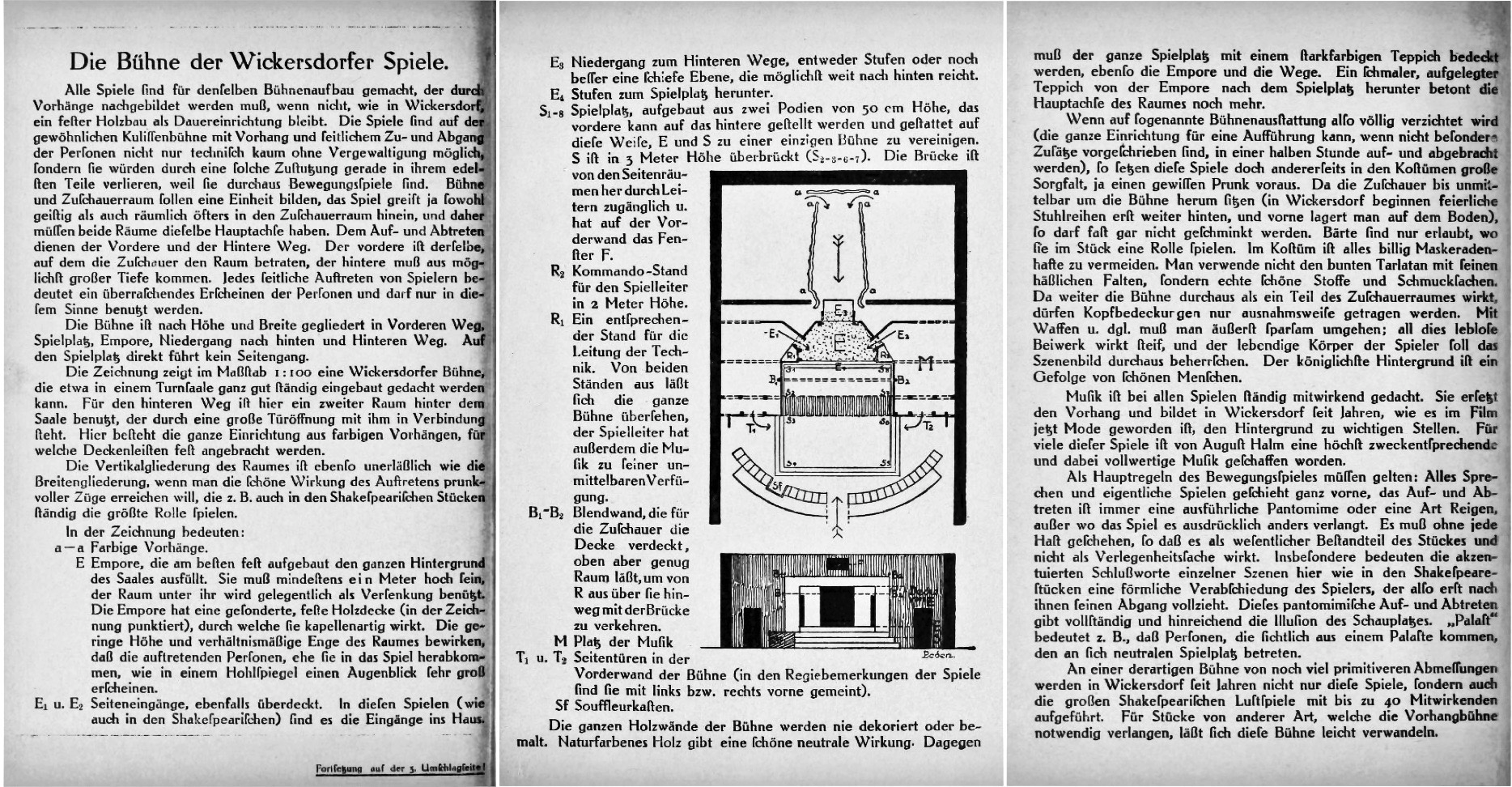
Beschreibung der Wickersdorfer Bühne durch Schulleiter Martin Luserke, 1922

„Ich war mit 13 Jahren schon reif und hatte die entscheidende Pubertätserscheinung mit 14 Jahren hinter mir. Nun ist es eine allbekannte Erscheinung, dass Landerziehungsheime etc. stets eine Stätte der Homosexualität sind. Davon machte auch Wickersdorf keine Ausnahme und auch ich geriet in die Abhängigkeit eines Lehrers. […] P., so hieß der Lehrer, […] hatte eine Art scherzhaften Zwang, den [sic!] er mit ungeheuren Muskelkräften Geltung zu verschaffen wusste. Ich revoltierte, war aber der physisch Unterlegene.“

Nach einem Gespräch mit Luserke wurde Alfred Ehrentreich ab 1922 in Wickersdorf als Lehrer tätig. Den fachlichen Unterricht an der Freien Schulgemeinde charakterisierte er als eher traditionell, als dem schulischen Leben außerhalb des Unterrichts eindeutig nachgeordnet und daher zum Teil als regelrecht enttäuschend.

„In dem Internat fühlte ich mich vom ersten Tage an wohl und war durchaus einverstanden, daß die schulischen Leistungen im Erziehungsprogramm erst an dritter Stelle standen. Nach der an erster Stelle stehenden Entwicklung der Persönlichkeit und des Charakters folgte nämlich die körperliche Ertüchtigung, also der Sport.“

Erst 1923, nach siebzehn Jahren ihres Bestehens, erhielt die Freie Schulgemeinde die Berechtigung, die Reifeprüfung intern abzunehmen. Zuvor waren die Primaner an eine so genannte „Presse“ gewechselt. Darunter verstand man seinerzeit private Schulen oder Internatsschulen, die sich darauf spezialisiert hatten, ihre Zöglinge auf das Abitur vorzubereiten und dieses auch abzunehmen.
Besucherströme fühlten sich von der Freien Schulgemeinde angezogen und wurden teils produktiv in die Unterrichtsabläufe einbezogen. Einer der Besucher der F.S.G. war 1924 Fritz Karsen, einer der führenden Reformpädagogen im Bund Entschiedener Schulreformer, der in Berlin-Neukölln einen Schulkomplex leitete. Diese „erste Gesamtschule Deutschlands“, die 1930 den Namen Karl-Marx-Schule erhielt, war einer der wenigen konsequenten öffentlichen Schulversuche auf dem Gebiet des höheren Schulwesens in der Weimarer Republik. Karsen bewog die Wickersdorfer Lehrer Hans Alfken, Alfred Ehrentreich und Hedda Korsch dazu, sich seinem Kollegium anzuschließen.
In der Freien Schulgemeinde unterrichteten beispielsweise Bauhaus-Künstler wie Ludwig Hirschfeld-Mack, die Schriftsteller Paul Eberhardt, Wilhelm Lehmann, Rudolf Pannwitz und Carl Maria Weber.

„Es ging sehr international zu. Übrigens: trotz all des Völkergemischs gab es keinerlei Vorurteile oder Nationalitätenhaß. Das Wichtigste an diesem Internat war die Bildung zur Persönlichkeit. Und das packte auch mich. Denn bis dahin stand ich der Schule immer nur sehr passiv gegenüber. Vor lauter Zwang mobilisierte sich nur Abwehr. Erst in Wickersdorf wurde ich dann aktiv, wurde ein richtiger Schüler, der den Sinn des Lernens einsah. Ich hatte plötzlich Spaß dran. Das Schönste aber: Ich bemerkte kaum, daß ich mich veränderte. Die Wandlung fand fast spielend statt. Spielend – ja, das ist das richtige Wort. Wir wurden nämlich mehr durch Spiel erzogen. Durch Freiheit, die nicht mit Zügellosigkeit verwechselt werden darf. Selbst das Theater, wofür ich mich zu Hause doch schon brennend interessierte, mußte ich nicht missen. Im Internat der ‚Freien Schulgemeinde Wickersdorf‘ gab es eine echte Shakespeare-Bühne. Ich tobte mich so richtig aus. Und ich lernte Skilaufen. Brachte es sogar bis zum Junioren-Meister von Thüringen.“

Im Frühjahr 1925 kam es zu einer einschneidenden Sezession bedeutender Lehr- und Hilfskräfte sowie Schüler: Da Wyneken Mitglied der „Schulgemeinde“ blieb, selbst im benachbarten Pippelsdorf wohnte und ein eigenes Zimmer im Internat behielt, verließ Martin Luserke zusammen mit seiner Frau Annemarie, Anni und Paul Reiner, Helene und Rudolf Aeschlimann, Christfriede und Fritz Hafner sowie der Wirtschaftsleiterin Marie Franke (1864–1940), ihren insgesamt elf eigenen Kindern und sechzehn Schülern (die Kameradschaften der „Bären“, „Pinguine“ und „Wölfe“) die F.S.G., darunter Herbert von Borch, Hans Hess, Hans Werner Skafte Rasmussen und Ove Skafte Rasmussen. Um dem ständigen Dissens mit Wyneken auszuweichen, gründete Luserke auf der Nordseeinsel Juist die Schule am Meer, wo es ihm 1930/31 gelang, reichsweit einzigartig eine schuleigene Theaterhalle zu errichten.

„Der Lebensgang der 800 Schüler, die bisher durch Wickersdorf gegangen sind, zeigt wohl, daß gerade die tüchtigsten Wickersdorfer es schwer gefunden haben, sich ins Leben hineinzuordnen, aber auch daß sie unverlierbare Dinge davon getragen haben, die eben nicht billiger zu haben sind als um den Preis solcher Schwierigkeiten.“

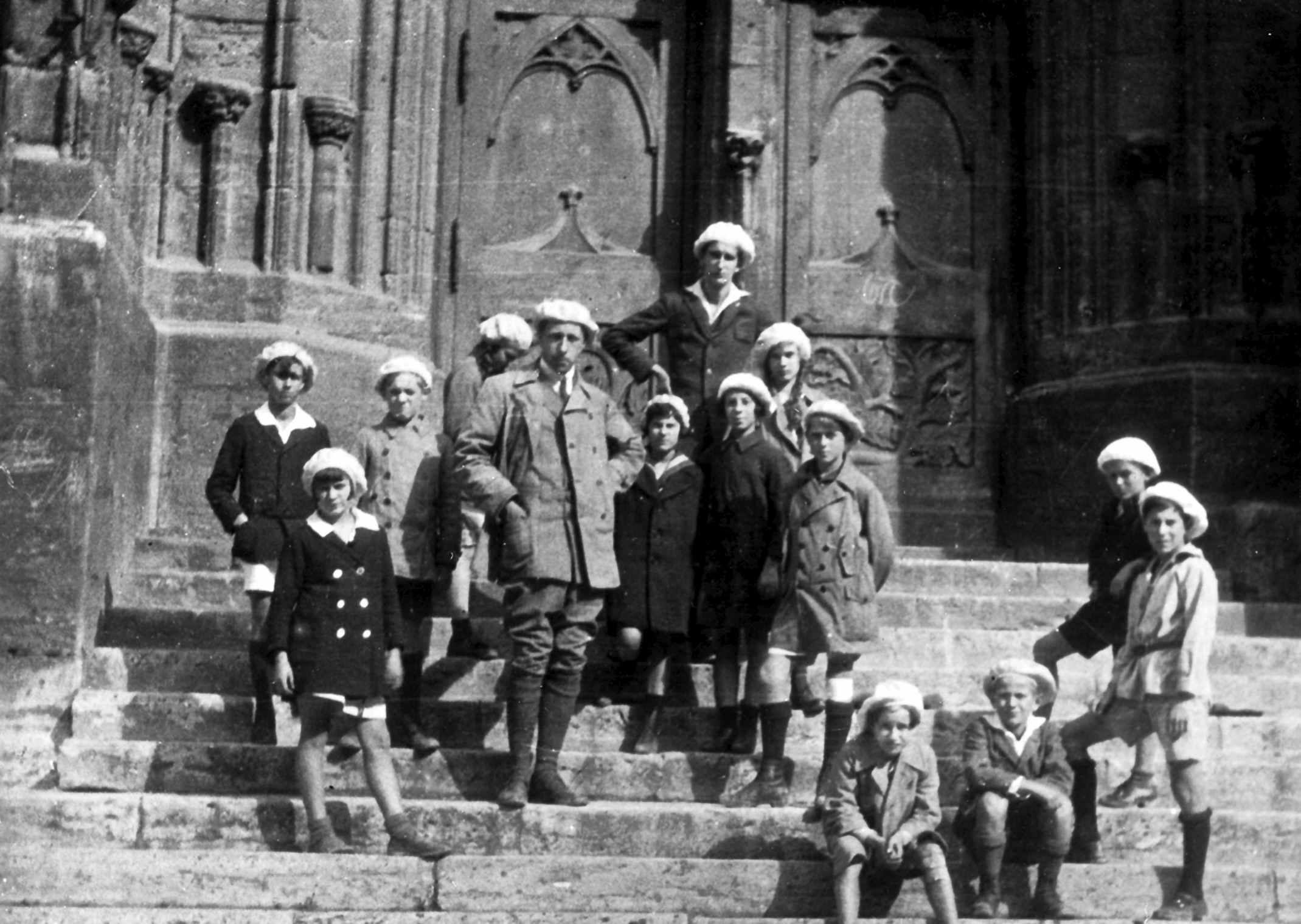
Studienfahrt mit Lehrer Carl Maria Weber, um 1925
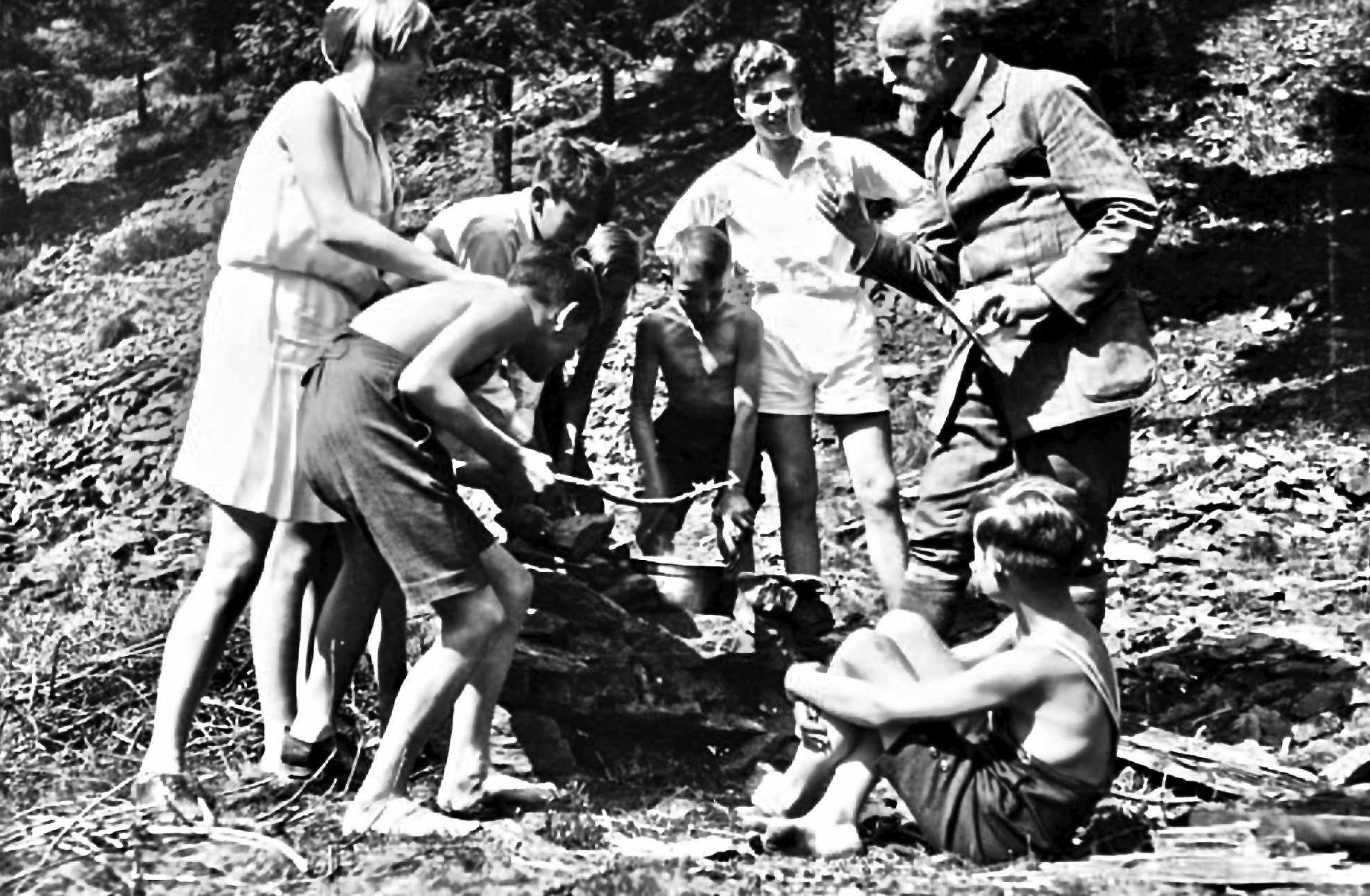
Gustav Wyneken (rechts) leitet den Umgang mit einer im Thüringer Wald errichteten Kochstelle an, um 1927
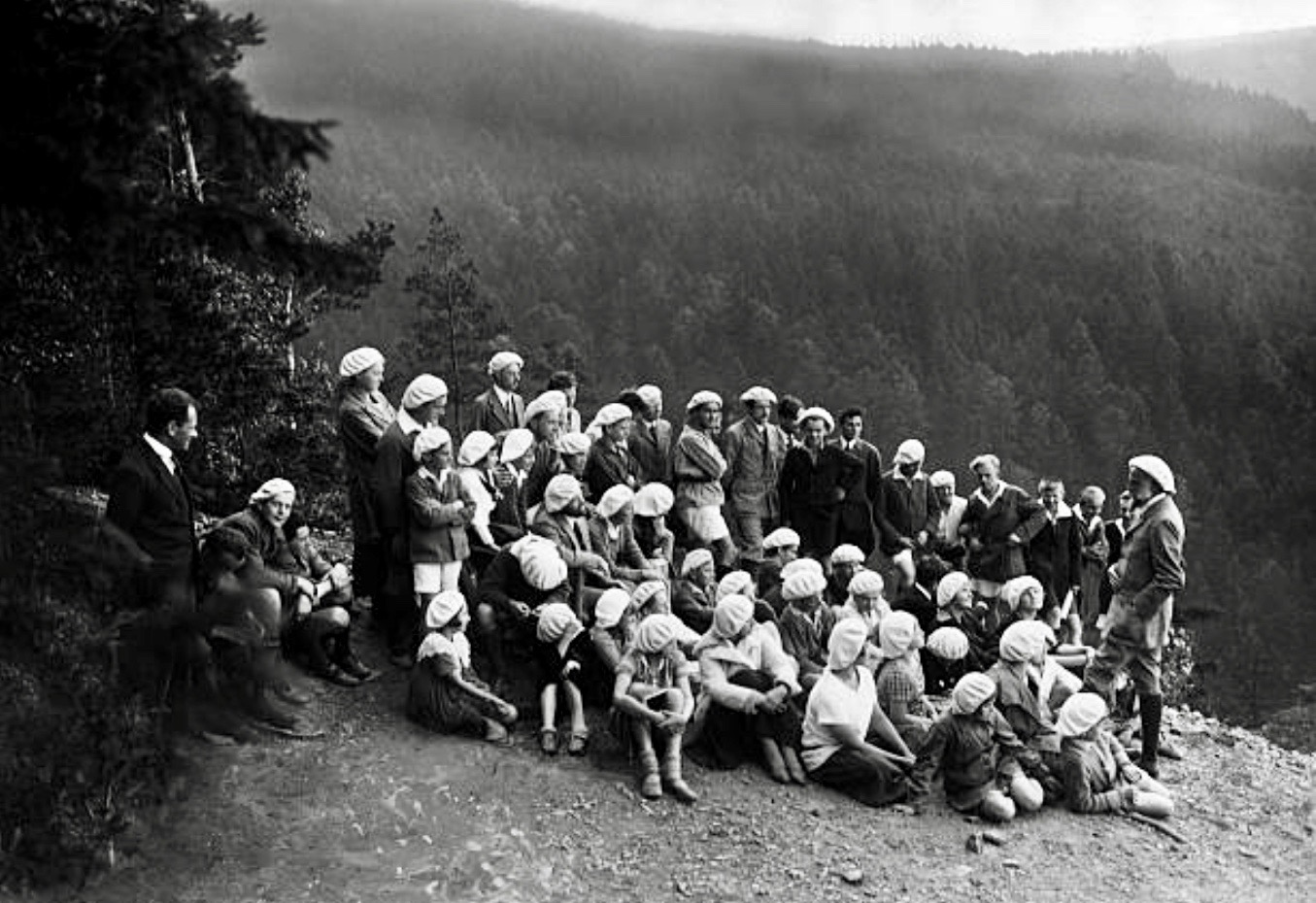
Gruppenwanderung von F.S.G.-Schülern und -Lehrern im Thüringer Wald, rechts stehend Gustav Wyneken, 1931

1925 wurde Wyneken gestattet, als Wirtschaftsleiter weiter in Wickersdorf zu arbeiten; er durfte jedoch nicht unterrichten. Trotzdem hatte er einen großen Einfluss auf die Freie Schulgemeinde, der zu erneuten Spannungen führte.
Peter Suhrkamp, der spätere Begründer des renommierten Suhrkamp-Verlages, kam über den Kontakt zur Jugendbewegung an die Freie Schulgemeinde Wickersdorf, wo er von 1925 bis 1929 unterrichtete und von 1926 bis 1929 als pädagogischer Leiter fungierte. Sowohl im Kollegium als auch unter seinen Schülern soll er geachtet und beliebt gewesen sein. Zum 1. April 1929 gab er seinen Lehrberuf auf.

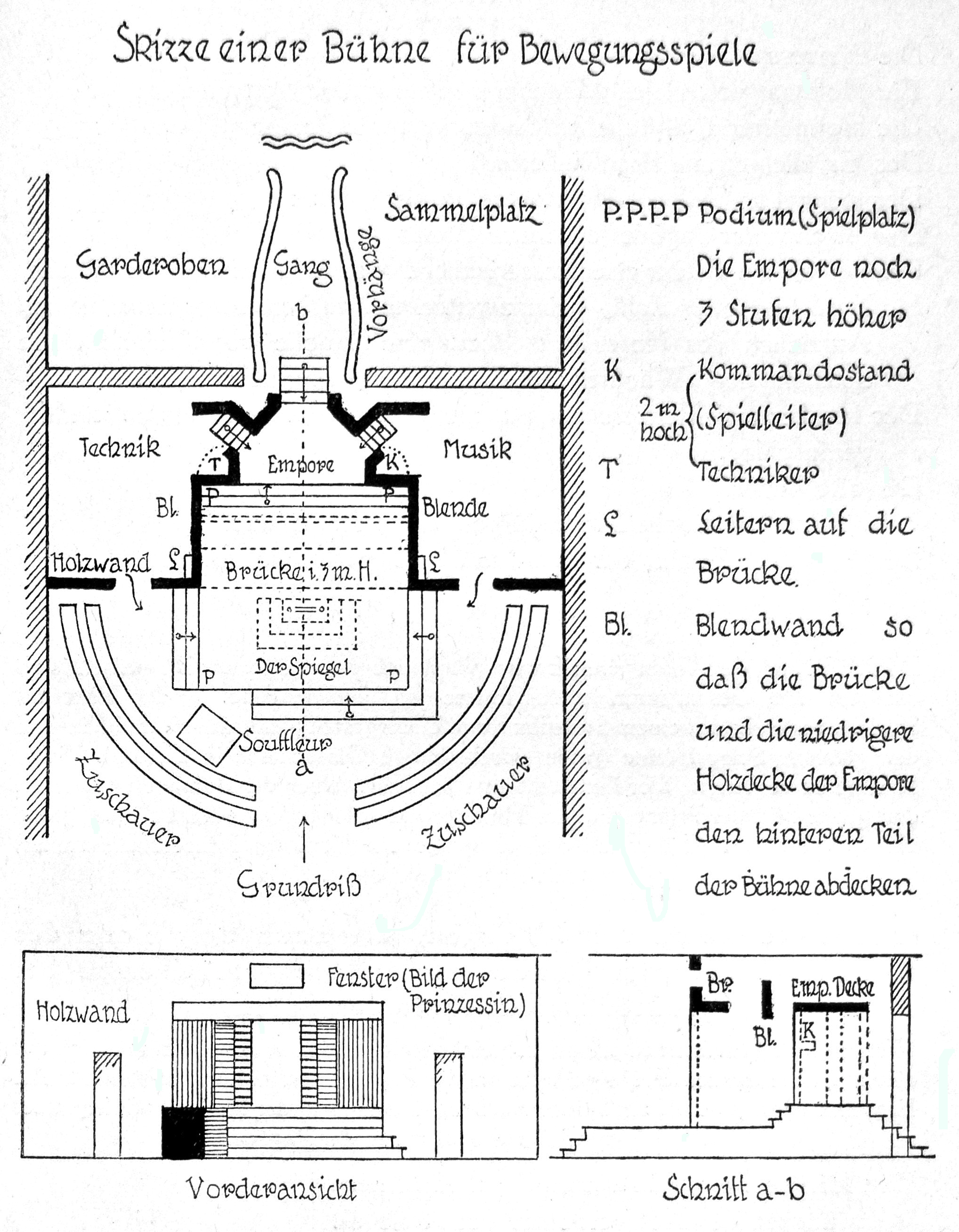
Skizze der Wickersdorfer Bühne für Bewegungsspiele, 1924 – Der gläserne Spiegel (Martin Luserke, August Halm)

Erich Ebermayer schrieb 1929 seinen Roman Kampf um Odilienberg, in dem Liebeleien zwischen Lehrern und Schülern beschrieben werden, konkret auch seine Freundschaft mit Wyneken. Dieses Werk wurde in der Frankfurter Allgemeinen Zeitung als „eine Art Handbuch für Päderasmus“, dem wegen Unzucht verurteilten Wyneken gewidmet, charakterisiert. Grundsätzlich solle man sich erst Wynekens pädophilen Seiten widmen, bevor man ihn zitiere bzw. sich auf ihn beziehe.
Als August Halm am 1. Februar 1929 in Saalfeld starb, wurde er in der Nähe des Internats am Eichberg begraben. Der F.S.G.-Ehemalige und Reichstagsabgeordnete Ernst Putz suchte das Grab im September 1929 auf und notierte dazu später: „An Halms Grab saß ich in den letzten Stunden meines Aufenthaltes in Wickersdorf. Es war ein heißer Septembertag und herbstklar lag das Land unter mir. Wer wollte den Musiker um dieses Fleckchen Erde nicht beneiden“.

„Später verklären die Absolventen der Freien Schulgemeinde in der Erinnerung den sogenannten ‚Wickersdorfer Geist‘, eines kann ich aber noch nach Jahrzehnten sagen: Wir werden dort zu weltoffenen, demokratisch gesinnten jungen Menschen herangebildet. Nationalistische Empfindungen werden nicht vermittelt, es gibt keinen Religionsunterricht, der uns in eine bestimmte Glaubensrichtung drängt. Unter den Schülern sind viele Ausländer, Mädchen und Jungen aus jüdischen Elternhäusern, Freireligiöse und auch acht Kinder aus Ulan-Bator in der Äußeren Mongolei. Statt des sonst üblichen Fachs Religion wird an der Schule ein Überblick über große Glaubensreligionen der Welt vermittelt. Ich bin meinen Eltern ein Leben lang dankbar, daß sie mir diese vier Jahre in dem Thüringer Dorf ermöglichten, komme mir fast geadelt vor, ein ehemaliger Wickersdorfer zu sein!“

Ab 1930 wurde nationalsozialistische Erziehungspolitik sukzessive in die Schulfächer integriert. Dies war auf die Thüringer Landespolitik zurückzuführen, in der bereits seit 1930 die NSDAP in einer Koalitionsregierung an der Macht war. Vermutlich vermittelt durch Otto Peltzer, der am 1. Mai 1933 in die NSDAP und die SS eintrat, hielt dessen alter Bekannter, der stellvertretende NSDAP-Gauleiter und Referent im thüringischen Ministerium für Inneres und Volksbildung, Hans Severus Ziegler, ein enger Mitarbeiter des Staatsministers für Inneres und Volksbildung, Wilhelm Frick (NSDAP), am 9. Dezember 1930 in der Freien Schulgemeinde einen Vortrag und kam in den folgenden Jahren noch häufiger für derartige Auftritte vorbei. Wyneken erhoffte sich davon, über Zieglers Fürsprache bei Frick bald wieder als Schulleiter agieren zu dürfen. Dies allerdings war ein Wunsch, der nicht erfüllt wurde. Peltzer und Wyneken hatten eng zusammengearbeitet, um die Freie Schulgemeinde Wickersdorf sowohl ideell als auch praktisch in den nationalsozialistischen Staat zu überführen und als eine NS-Modellschule zu empfehlen. Peltzer unterbreitete Ziegler daher das schriftliche Angebot, diesem als Vertrauensmann der F.S.G. „jederzeit offenen Einblick gewähren“ zu können.
1931 wurde gegen Wyneken wiederum der Vorwurf des pädosexuellen Missbrauchs erhoben. Daraufhin musste er auf Anweisung aus Fricks Ministerium endgültig Wickersdorf verlassen und zog mit dem betroffenen 16-jährigen Schüler Herbert Könitzer (1915–1943) zunächst nach Berlin, 1934 nach Göttingen.
1931 musste Joachim Georg Boeckh (1899–1968) die FSG Wickersdorf wegen pädosexueller Verfehlungen verlassen. Er wurde dann 1938/39 an der Odenwaldschule in leitender Funktion eingesetzt. Nach 1949 lehrte er an der Pädagogischen Hochschule in Potsdam, später an der Humboldt-Universität in Berlin.
Hans-Heinz Sanden (1914–2003), Neffe des Kommunalpolitikers Bruno Asch und Sohn von dessen Bruder Hans, war von 1928 bis 1932 Schüler der Freien Schulgemeinde. Er erinnerte sich später an den „Eros Paidekos, dem in dieser Schule viel gehuldigt wurde“. Er erwähnte auch die sexuellen Übergriffe einer Reihe von Lehrern wie Joachim Georg Boeckh und Otto Peltzer auf Schüler sowie die Beziehung zwischen Gustav Wyneken und dem Schüler Herbert Könitzer und führte aus: „Ein weiteres Problem bestand nach dem Weggang von Peter Suhrkamp [im April 1929] in der wieder aufflammenden Homosexualität, die so weit ging, daß sich die normal veranlagten Jugendlichen geradezu in eine Außenseiterrolle gedrängt sahen. Wer nach Spitzenleistungen und entsprechender Förderung strebte, kam nicht umhin, sich die homophilen Neigungen vieler Erzieher gefallen zu lassen“.
Bis in die 1930er Jahre führten zahlreiche Eltern Klage darüber, dass die Schulleitung nichts gegen die teils groben Rituale unternehme, unter denen insbesondere die neuen und ganz jungen Schüler zu leiden hätten. Diese würden von älteren Schülern drangsaliert, nachts im Schlafsaal überfallen, in den Schwimmteich geworfen oder nackt an einen Baum gebunden. Auch Mutproben galt es zu bestehen.

„Entweder musste man nachts auf dem Friedhof am dritten Grabstein von rechts Platz nehmen und eine Zigarette rauchen. Oder man musste in einer bestimmten Bäckerei des nahegelegenen Städtchens Saalfeld eine ganze Torte klauen. Oder man musste sich innerhalb von 72 Stunden eine Braut anschaffen.“

Am 16. März 1932 ordnete das thüringische Ministerium für Inneres und Volksbildung an, dass Privatschulen ihre Anerkennung neu zu beantragen hatten. „Ariernachweise“ für Schulträger und -leiter wurden zur Pflicht, außerdem musste der Schulleiter die thüringische Staatsbürgerschaft besitzen. Der Niederländer Jaap Kool musste daher demissionieren, nachdem ein passender Nachfolger in Georg Neumann gefunden worden war.

### 1933 bis 1945

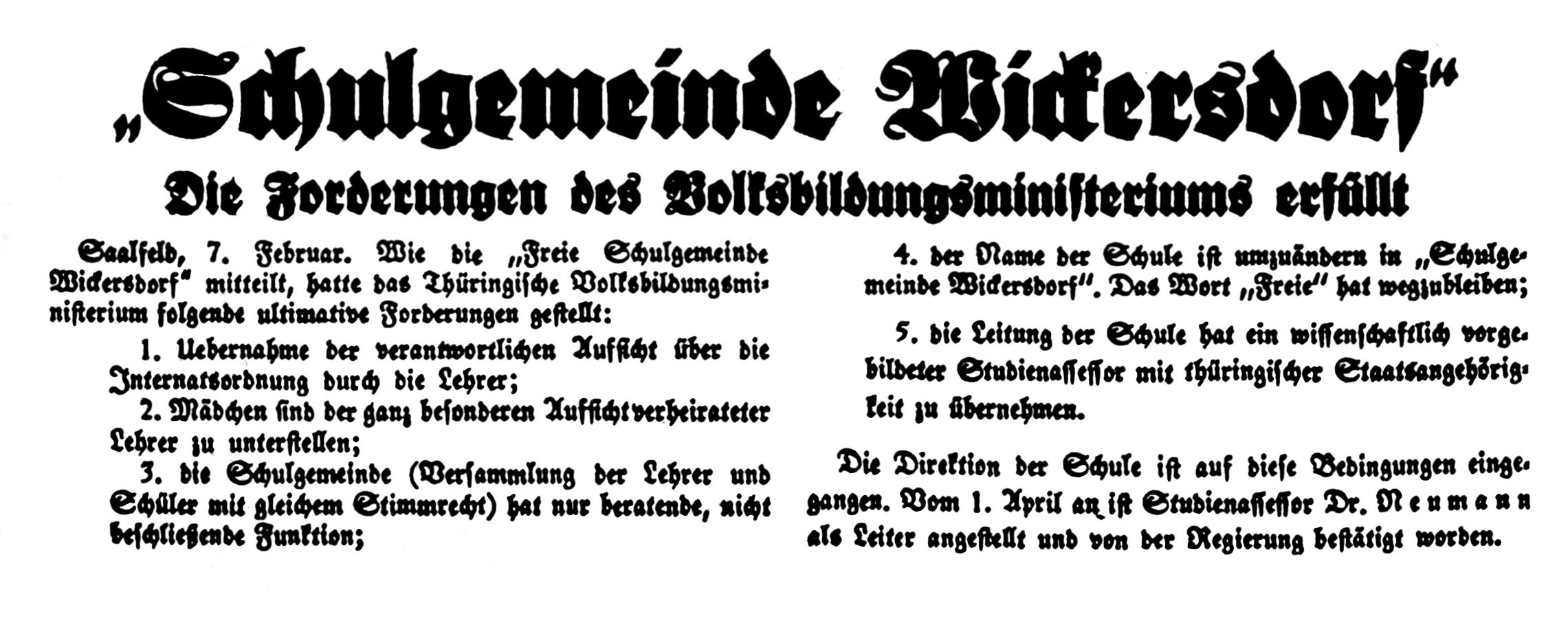
(ehemals Freie) Schulgemeinde Wickersdorf, Zeitungsartikel vom 7. Februar 1933

Anfang 1933 legte die Schule dem Ministerium eine neue Schul- und Internatsordnung zur Genehmigung vor, in der sie die bisherige Idee einer Freien Schulgemeinde widerrief. Dies wirkte sich negativ auf die Schülermitbestimmung aus: Die seit 1906 geltenden Entscheidungsbefugnisse der Schulgemeinde wurden massiv beschnitten, die Rechte des Schulleiters und der Lehrerkonferenz hingegen erheblich gestärkt. Die Koedukation wurde abgeschafft, die Schule wurde ein reines Knabeninternat. Mädchen durften nur in Ausnahmefällen nach Genehmigung durch das Ministerium als Externe aufgenommen werden und mussten in der Familie verheirateter Lehrer wohnen. Das Betreten der Privatzimmer und Schlafräume der Knaben war Mädchen „ausnahmslos untersagt“. Die noch vorhandene weibliche Schülerschaft sollte systematisch abgebaut werden. Schüler und Lehrer jüdischer Abstammung („Nicht-Arier“) durften keine Aufnahme mehr finden. Ein ermäßigtes Schulgeld durfte nur noch nachweislich deutschstämmigen Schülern gewährt werden. Der Schulname wurde im Februar 1933 auf Schulgemeinde Wickersdorf geändert, das Internat bildete nun gemäß ministerieller Verfügung ein Äquivalent zu einer staatlichen Oberrealschule mit Reformrealgymnasium.

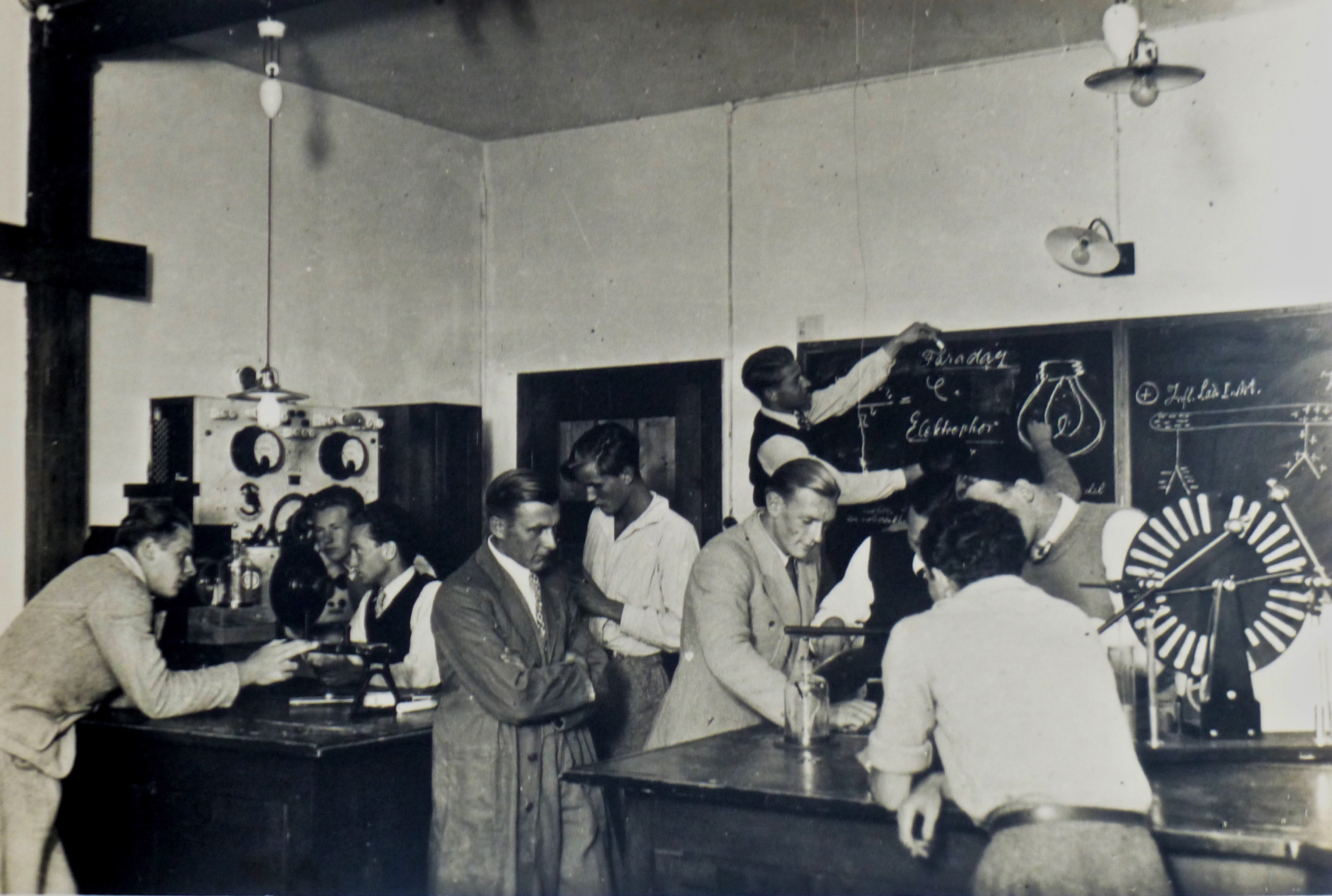
Physikunterricht in der Schulgemeinde Wickersdorf, ca. 1934/35. Lt. Tafel ging es u. a. um die Ladungsmenge Faraday und den Elektrophor
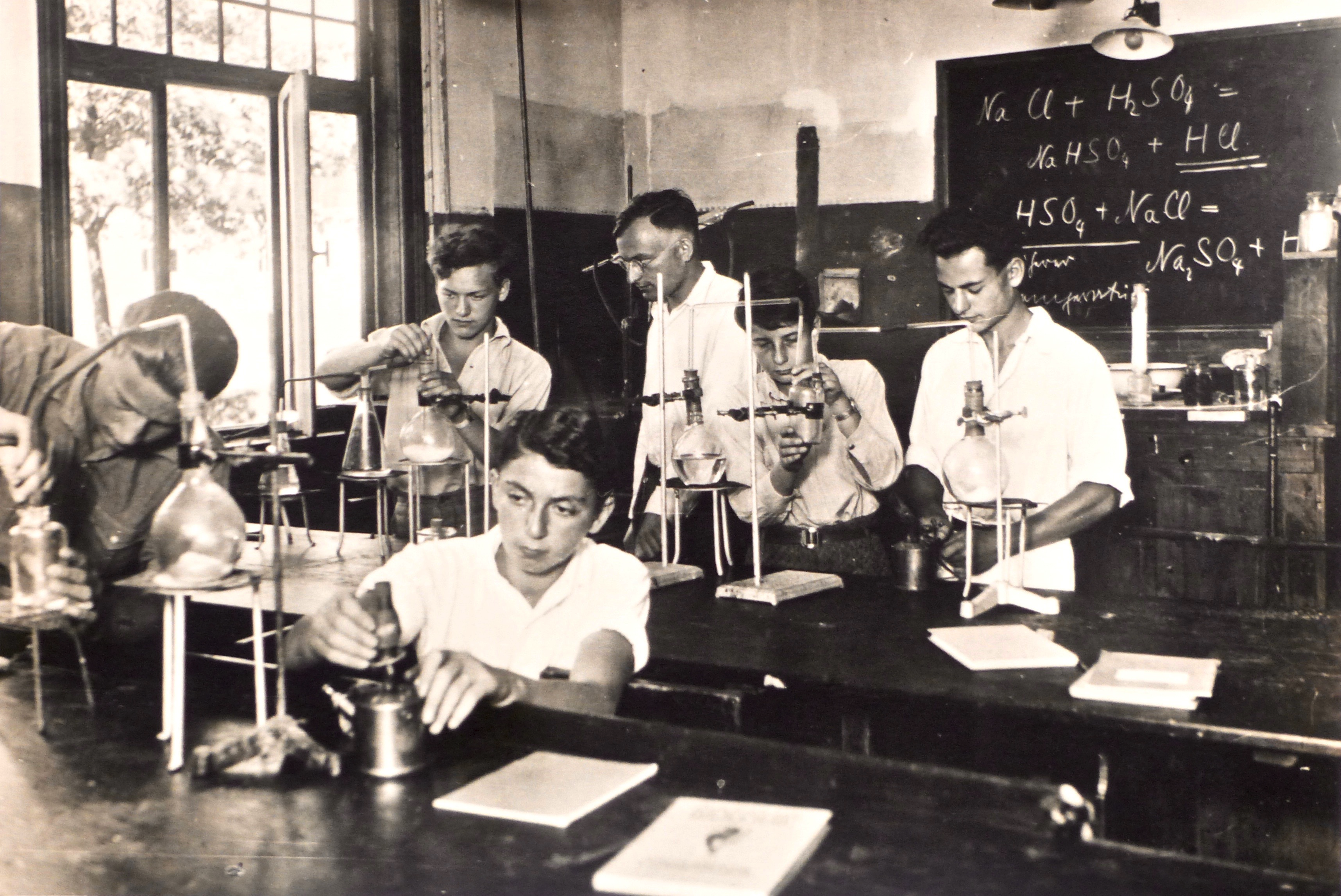
Chemieunterricht in der Schulgemeinde Wickersdorf, ca. 1934/35. Lt. Tafel beschäftigen sich Schüler und Lehrer u. a. mit einer Reaktionsgleichung, bei der es darum geht, dass eine stärkere Säure die schwächere aus ihrem Salz verdrängt
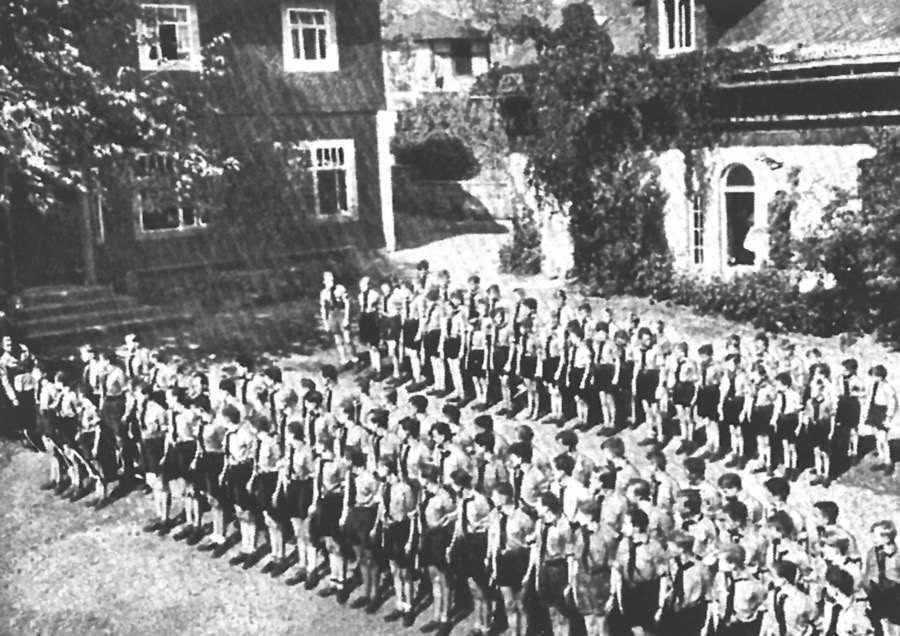
Appell in den Uniformen der Hitlerjugend (vorn) und des Deutschen Jungvolks (hinten) auf dem Hof der Schulgemeinde Wickersdorf

Von 1926 bis 1933 unterrichtete der 15-malige Deutsche Meister und Weltrekordler im Mittelstreckenlauf Otto Peltzer Geographie, Geschichte und Biologie in der Freien Schulgemeinde. Im Oktober 1933 musste er das Landerziehungsheim nach Vorwürfen zweier Schüler wegen nachgewiesener pädosexueller Straftaten verlassen, für die er rechtskräftig verurteilt wurde. Der eine Schüler war Algirdas Savickis, Sohn des litauischen Gesandten Jurgis Savickis. Algirdas Savickis wurde später im Ghetto Kauen (Kowno/Kaunas) erschossen. Bei dem zweiten Schüler handelte es sich um Arnold Ernst Fanck, Sohn des Filmpioniers und -regisseurs Arnold Fanck.
Ende März 1935 kam es angesichts der von den Nationalsozialisten betriebenen Umstrukturierungen zu einer Revolte gegen den NS-Schulleiter Paul Döring (1903–1998), bei der alle Schüler lauthals und aggressiv „Döring raus“ skandierten. Danach gingen die HJ-Führer zu Döring und erklärten ihm in aller Deutlichkeit, dass er nicht länger ihr Führer und Leiter sein könne. Die HJ-Gebietsführung untersuchte den Vorfall vor Ort und setzte sich beim Ministerium zugunsten der Schüler ein, konnte sich damit jedoch nicht durchsetzen. Nach Ansicht Dörings hatten die meisten Lehrer die Schülermeuterei unterstützt. Spätestens ab 1936 hatten sich nationalsozialistische Themen in allen Schulfächern durchgesetzt. Während des Zweiten Weltkrieges wuchs die Schülerschaft von rund 150 auf etwa 250 an.

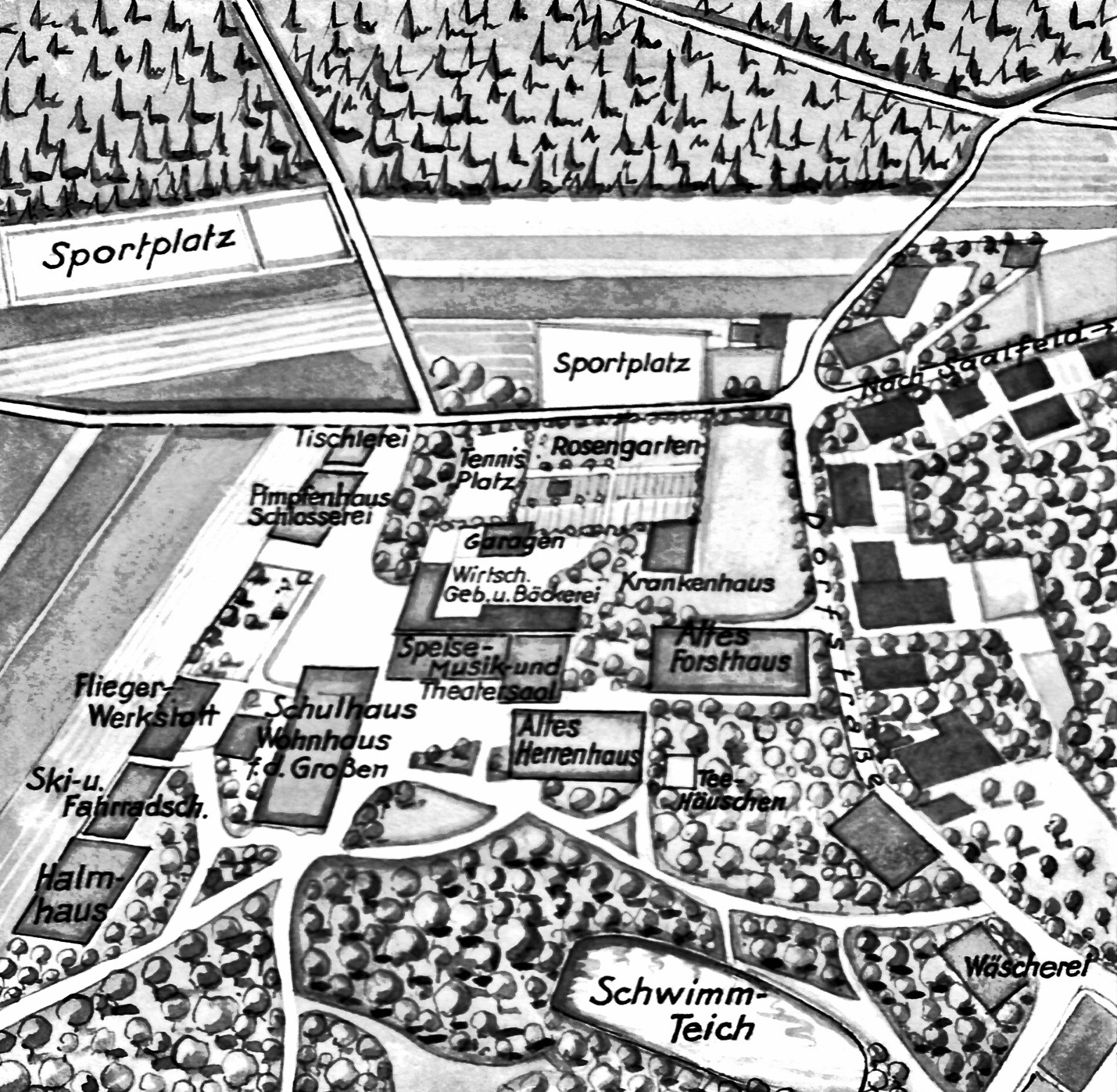
Situationsplan mit Gebäude- und Flächenbezeichnungen, nach 1925

Neben der Politisierung der Schulgemeinde Wickersdorf während der NS-Zeit gab es jedoch auch individuelle Rückzugsorte, die die Umgebung des Internats durch unkontrollierbaren Wald und Felder ermöglichte.
Die durch die Nationalsozialisten von langer Hand geplante juristische Transformation der Schulgemeinde GmbH in eine Landesstiftung ermöglichte es ab 1941 nicht nur, die bisherigen schulischen Strukturen zu zerschlagen, sondern sich gleichzeitig den Großteil des eingebrachten Vermögens „nichtarischer“ Gesellschafter anzueignen. Die Schulgemeinde behielt zwar ihren Status als privates Internat, wurde jedoch 1943 in Deutsche Heimschule Wickersdorf umbenannt.
Durch die Insellage der F.S.G. erhielten deren Schüler während des Zweiten Weltkrieges ihre einzigen Informationen von den F.S.G.-Lehrern bzw. der Schulleitung. Im Radio Auslandssender einzustellen bzw. zu hören war verboten und wurde daher kontrolliert. Dennoch war es einigen der älteren Schüler gestattet, ihre privaten (reichsdeutschen) Zeitungsabonnements aufrechtzuerhalten, z. B. der Frankfurter Zeitung oder der Deutschen Allgemeinen Zeitung.

### 1945 bis 1991

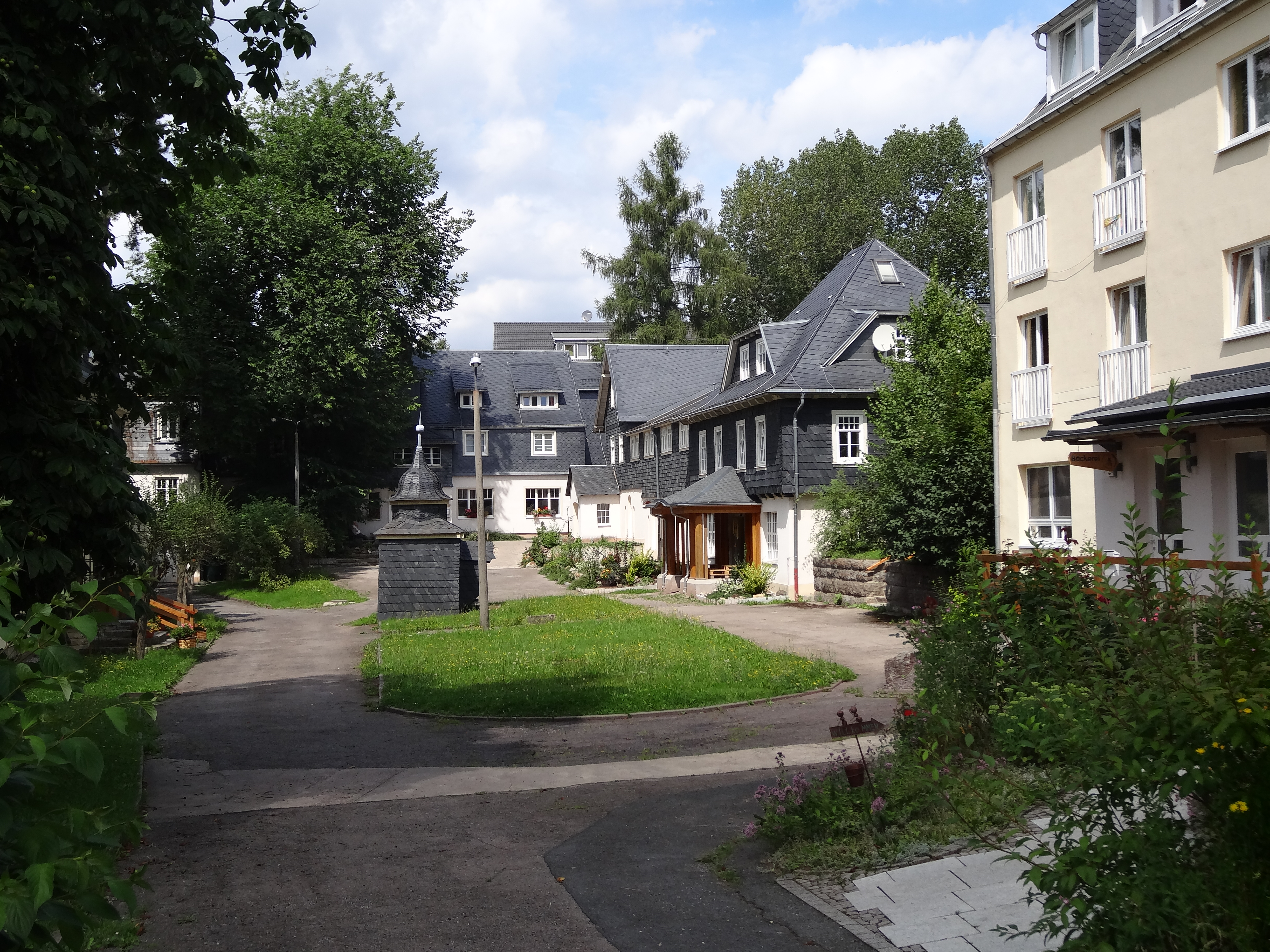
Blick auf ehemalige Gebäude der Freien Schulgemeinde bzw. Spezialoberschule (DDR), 2014

Die Internatsschule wurde nach 1945 in der Sowjetischen Besatzungszone und ab 7. Oktober 1949 in der DDR als Internatsoberschule weitergeführt. Nach der Übergabe Thüringens von den Amerikanern an die sowjetische Militärverwaltung am 1. Juli 1945 wurde das Internat der thüringischen Provinzialverwaltung unterstellt und nahm am 1. Oktober 1945 den Schulbetrieb wieder auf. Das Internat durfte sich nun vorläufig wieder als „Freie Schulgemeinde Wickersdorf“ bezeichnen.
Eine Koedukation wurde wieder ermöglicht; Mädchen erhielten Zugang, zudem sogenannte „Arbeiter- und Bauernkinder“, denen Freistellen gewährt wurden. Der sozialistischen Regierung war die so genannte „bourgeoise“ Herkunft der bisherigen Schülerschaft ein Dorn im Auge. In den Jahren der unmittelbaren Nachkriegszeit bestand die Schülerschaft etwa paritätisch aus Kindern, die bereits vor Kriegsende in diesem Internat waren und deren Eltern im Allgemeinen gut bis sehr gut situierten Kreisen angehörten, und aus Kindern einer wie auch immer definierten „Arbeiterklasse“. Bei den älteren Jahrgängen vertraten diese beiden Parteien gegenteilige politische Standpunkte, was u. a. dazu führte, dass diese Gruppen außerhalb des schulischen Kontexts weitgehend separiert blieben. In jedem der Schülerhäuser gab es mindestens einen Stasi-Spitzel.
Ab 1952 entstand eine Spezialisierung, die die Schüler auf ein späteres Studium und den Beruf als Russischlehrer vorbereitete – eine Kaderschmiede, von der in der Folge andere staatliche Institutionen der DDR profitierten. Ab 1964 entstand daraus eine Spezialoberschule (Erweiterte Oberschule). Ab 1968 wurden erstmals das Abitur und die Sprachkundigenprüfung abgelegt.
Relikte der ursprünglichen reformpädagogischen Ansätze fanden sich bis in die 1980er Jahre, beispielsweise der besondere Akzent auf musische Fächer und den Sportunterricht, aber auch die Mitverantwortung der Schüler für die Erhaltung der Schulgebäude. Letzteres hatte jedoch auch einen ökonomischen Hintergrund.
Nach dem erfolglosen Versuch, nach ersten Kontakten mit Hartmut Alphei (1940–2020) von der Odenwaldschule im Februar 1990 mit einer Neugründung die Tradition der ursprünglichen Freien Schulgemeinde ab 14. Mai 1990 als „Staatliche Internatsschule mit Abschluß- und Reifeprüfung“ wieder aufleben zu lassen, wurde das Internat zum Ende des Schuljahres 1990/91 aus politischen und ökonomischen Gründen durch das thüringische Kultusministerium endgültig geschlossen.
Seit 1993 wird das Areal von der anthroposophischen Lebensgemeinschaft Wickersdorf für Menschen mit physischen und psychischen Einschränkungen genutzt.

## Kritik
- Der Reformpädagoge Max Bondy konstatierte 1933: Die Mehrzahl der reformpädagogischen Schüler nehme „draußen im Leben eine Art Abseitsstellung“ ein. Sie fühlten sich nur wohl, wenn sie mit ihrer „Schulgemeinde“ bzw. ihrer schulischen „Kameradschaft“ zusammen sind, denn „sie können den Anschluss an andere Menschen nur schwer finden“. Ein pädagogischer Fehler liege dem jedoch eher nicht zugrunde. Stattdessen sei dies eine „positive Bestätigung“ der schulischen Atmosphäre. „So wie die Lage draußen heut [gemeint: während des Dritten Reiches] ist, müssen diese Schwierigkeiten eintreten, wenn unsere Erziehung richtig war und es werden gerade diejenigen davon betroffen, die am längsten … [in der Schule] waren und die am intensivsten am … [schulischen] Leben teilgenommen haben […] Ich bin auch überzeugt davon, daß die Schwierigkeiten nicht daher rühren, daß unsere … [Schüler] die anderen Menschen an Geist oder durch sonstige Anlagen qualitativ übertreffen und es sie deshalb langweilt, mit ihnen zusammen zu sein. Unsere … [Schüler] sind sicherlich durchschnittliche Menschen und anderen Menschen anlagemässig nicht überlegen. Mir scheint die Hauptursache für das Fremdheitsgefühl der … [Schüler] in der Welt draußen darin zu liegen, daß sie merken, daß draußen bestimmte Dinge vernachlässigt werden, auf die … [innerhalb der Schule] – weniger in der Theorie als durch den ganzen Lebenszuschnitt – der größte Wert gelegt wird. … [In der Schule] ist der Mensch in den Mittelpunkt gestellt, allerdings nicht ein x-beliebiger Mensch, sondern gültige Menschlichkeit überhaupt und Bildung zu dieser Menschlichkeit hin. Dadurch ist in ihnen ein Sinn für menschliche Form erwachsen, für menschliche Würde, für menschliche Sauberkeit, Ehrlichkeit und Gründlichkeit.“[106]

- Der damalige Magdeburger Oberschulrat Adolf Grimme, späterer Ministerialrat im Preußischen Kultusministerium, persönlicher Referent des Kultusministers und schließlich Preußischer Minister für Wissenschaft, Kunst und Volksbildung, schrieb an Luserke am 13. Juli 1926: Man müsse angesichts hoher Fluktuation in den Landerziehungsheimen nehmen, was komme, und habe keine Möglichkeit zur Auswahl. „Wertvolle“ Lehrer seien daher kaum zu finden. Infolgedessen könne „von irgendeiner Pionierarbeit weder unterrichtlich noch erzieherisch“ die Rede sein. Außerdem sei vieles von dem, was früher nur in Landerziehungsheimen möglich gewesen sei, „jetzt auch an Grossstadtschulen durchführbar, wenn nur das Kollegium entsprechend arbeitet“ und die Konzepte realisiert würden.[107]

- Fritz Karsen schrieb 1923, Gustav Wyneken sei „der gewaltigste pädagogische Anreger der Gegenwart: Durchdrungen von tiefstem Ahnen des gesellschaftlichen Werdens entreißt er die Schule dem öden seelenlosen Mechanismus des Lernbetriebs. […] Sie ist die Lebensstätte der Jugend […], sie ist autonome Gemeinschaft und ihr Sinn fern allen äußeren Zwecken allein der der Kultur, als des Dienstes am Geist.“[108] 1928 äußerte er hingegen eine Grundsatzkritik an den Landschulheimen von Hermann Lietz, an Gustav Wynekens Freier Schulgemeinde Wickersdorf, an Paul Geheebs Odenwaldschule, an Martin Luserkes Schule am Meer auf der Nordseeinsel Juist und an Bernhard Uffrechts Freier Schul- und Werkgemeinschaft. Diese würden für die „aus den verschiedensten Gebieten und Milieus“ stammenden Schüler ein „künstliches Milieu“ kreieren und „schaffen Erziehung in der Absonderung vom gegebenen Alltag“.[109]

- Der Erziehungswissenschaftler Jürgen Oelkers bezeichnete Konzepte wie die des Kursunterrichts oder der „Schulgemeinde“ als „unerprobt und schwach“. „Aussenseiter“ wie Hermann Lietz, Gustav Wyneken oder auch Martin Luserke zu „grossen Pädagogen“ zu stilisieren, sei Teil einer Selbstinszenierung gewesen, durch die man Anhänger und Kunden gesucht habe. Eine „grosse und bedeutsame pädagogische Bewegung“ sei die deutsche Reformpädagogik nie gewesen.[110]

- Der Historiker Winfried Mogge gilt als ein profunder Wyneken-Kenner. Er konstatiert, es sei eine „Fortpflanzung von Legenden, die Wyneken teils selbst in die Welt gesetzt hat“, wenn dieser „als ‚Gründer der Freien Schulgemeinde Wickersdorf‘“ bezeichnet werde:

„Tatsächlich entstand diese Schule 1906 als Sezession von sieben jungen Lehrern aus dem Lietzschen Landerziehungsheim Haubinda, und ohne den alsbald gnadenlos verdrängten Kollegen Paul Geheeb, der die Konzession für die Neugründung erhielt, hätte Wyneken hier nicht tätig werden können. Zeitlebens – die Perioden und Leistungen von Leitern wie Martin Luserke, Bernhard Hell, Bernhard Uffrecht, August Halm und Peter Suhrkamp verdrängend – beanspruchte er [Gustav Wyneken] das Interpretationsmonopol für die angeblich von ihm allein geistig gestiftete und zur urchristlichen Gemeinde mystifizierte Schule. Eine Zeitlang im Mittelpunkt der pädagogischen, weltanschaulichen und kulturpolitischen Diskussionen seiner Zeit stehend, stürzte Gustav Wyneken nach einem aufsehenerregenden Prozess und seiner Verurteilung als Päderast (1922) ab wie ein Komet vom Himmel. Bis heute gilt er als eine geistige Leitfigur der historischen bürgerlichen Jugendbewegung und Urheber einer emanzipatorischen ‚Jugendkulturbewegung‘ – eine Rolle, die er selbst durch die Übergabe seines schriftlichen Nachlasses an das Archiv der deutschen Jugendbewegung (Burg Ludwigstein) über seinen Tod hinaus besiegelt sah.“

„Wynekens Wickersdorf […], die Praxis dieses Dogmatikers und seine Ideologie ersetzten ein traditionelles, relativ simples, leicht zu unterlaufendes autoritäres System durch ein anderes, sublimes, totalitäres, bedingungslose Bindung an einen Autokraten forderndes. Gustav Wyneken war zweifellos einer der großen An- und Aufreger der deutschen Reformpädagogik im 20. Jahrhundert. Seine übliche Kanonisation als Vordenker einer emanzipatorischen oder gar antiautoritären Erziehung aber kann – damals wie heute – nur ein fundamentales Missverständnis sein.“

„Wyneken ist ein Musterbeispiel dafür, wie sich Fehlinterpretationen und Verfälschungen durch die Literatur ziehen. […] Dieser Lehrer war in der Tat kein Pädagoge, sondern ein gnostischer Philosoph und messianischer Prophet, der Jünger um sich sammelte, um ihnen seine ‚Weltanschauung‘ zu deuten und ‚Gefolgschaft‘ abzuverlangen.“

- Der Reformpädagoge Paul Oestreich formulierte 1924 in einem Schreiben an Theodor Litt: „Wenn man so, wie ich das tue, die Problematik der Weltlage sieht, so können einem ‚Versuchsschulen‘ wenig nützen. ‚Erziehungsoasen‘ sind hübsche mittelalterliche Klostervisionen.“[112]

- Der Erziehungswissenschaftler Ulrich Schwerdt konstatierte 1992, der kreative und sensible Pädagoge Luserke habe die reformpädagogische Diskussion auf dem Gebiet des Darstellenden Spiels durch einen in Wickersdorf und Juist entwickelten eigenständigen Ansatz wesentlich geprägt und sei der bedeutendste Protagonist der deutschen Reformpädagogik auf diesem Gebiet. Er habe das zukunftsweisende pädagogische Profil (Koedukation, Schulgemeinde) der Freien Schulgemeinde in Wickersdorf, die in den 1910er Jahren als eine der progressivsten deutschen Erziehungseinrichtungen galt, maßgeblich praktisch entwickelt, während Gustav Wyneken allenfalls deren Theoretiker war.[113]

„Die in der Literatur zur Reformpädagogik immer wieder anzutreffende Gleichsetzung von Wickersdorf mit der Person Gustav Wynekens geht an den Realitäten vorbei. Zwar war Wyneken für die theoretische Formulierung des pädagogischen Programms der FSGW i. w. allein verantwortlich; die Wirklichkeit dieser Schule, die für viele Erzieher und pädagogisch interessierte Laien zwischen 1910 und 1920 eine der progressivsten Erziehungsinstitutionen Deutschlands darstellte, wurde aber vor allem von Martin Luserke geprägt.“

- Die Reformpädagogin Ellen Key schrieb nach einem Vor-Ort-Besuch 1908:

„… Nachdem ich Wickersdorf gesehen und Dr. Wynekens Pädagogik beobachtet habe, würde ich nie ein Kind in seine Hände geben. Wyneken will Jünger, nicht Menschen erziehen; Erzieher ist und wird er nimmer; er will wie ein Münzmeister sein Bild in das weiche Metall der jungen Gemüter prägen …“

## Nachwirkungen

### Von der FSG ausgehende Schulgründungen
Eine pädagogische Tätigkeit innerhalb der Freien Schulgemeinde Wickersdorf schien einer Reihe von Lehrkräften nicht nur eine geeignete Vorbereitung im Hinblick auf eigene Schulgründungen gewesen zu sein, sondern diese regelrecht zu provozieren.
- 1910: Odenwaldschule – durch Edith Geheeb und Paul Geheeb im südhessischen Ober-Hambach bei Heppenheim an der Bergstraße
- 1912: Dürerschule – durch Georg Hellmuth Neuendorff im mittelhessischen Hochwaldhausen im Vogelsberg
- 1919: Freie Schul- und Werkgemeinschaft – durch Hermine Uffrecht (1898–1961) und Bernhard Uffrecht zunächst auf dem Areal des Staatsparks Fürstenlager im südhessischen Auerbach bei Bensheim an der Bergstraße im Odenwald, danach auf dem Sinntalhof im unterfränkischen Brückenau, später im brandenburgischen Dreilinden bei Potsdam und schließlich im Jagdschloss bei Letzlingen in der Altmark der Provinz Sachsen
- 1919: Freie Schul- und Werkgemeinschaft Sinntalhof – durch Max Bondy und Ernst Putz im unterfränkischen Brückenau
- 1925: Schule am Meer – durch Martin Luserke auf der ostfriesischen Nordseeinsel Juist
- 1930: Urspringschule – durch Bernhard Hell in Schelklingen im heutigen Alb-Donau-Kreis

### Bekannte Personen mit Bezug zur Schule
Die Lehrer und Schüler an der Freien Schulgemeinde Wickersdorf, die Eltern der Schüler, die Förderer und Vertrauensleute der Schule zeigen, wie das reformpädagogische Schulprojekt in die damalige Gesellschaft und ihre Entwicklung eingebettet war.

### Ehemaligentreffen
Es finden Treffen ehemaliger Schüler der F.S.G. statt, die letzte große jahrgangsübergreifende Zusammenkunft anlässlich des 100-jährigen Jubiläums am 9. September 2006.

### Veröffentlichungen der Nachfolge-Einrichtungen
- Oberschule Wickersdorf: Festschrift 50 Jahre Oberschule Wickersdorf 1906–1956. Mitzlaff, Rudolstadt 1956, OCLC 249728177.
- Spezialschule EOS Wickersdorf: Humanistische Tradition und sozialistische Gegenwart. 1906–1981. Saalfeld 1981.
- Dieter Barth: 75-Jahr-Feier der Spezialschule EOS Wickersdorf September 1981. mcb-Verlag, Baden-Baden 1997, ISBN 978-3-932896-00-2.
- ders.: Die Internatsschule Wickersdorf in den Jahren 1945 bis 1991 (= edition „die westfront“, Band 2). mcb-Verlag, Baden-Baden 1999, ISBN 3-932896-01-7.
- Lebensgemeinschaft Wickersdorf: Wickersdorf – eine Schule des Lebens. 1906–2006. Ein Beitrag zur Chronik in Bildern, [hrsg. anlässlich des 100. Jahrestages der Gründung der Freien Schulgemeinde Wickersdorf.] Selbstverlag, Wickersdorf 2006, OCLC 180130207.

### Sekundärliteratur
- Eva Seeber: Die Freie Schulgemeinde Wickersdorf – ein schulreformerisches Zeitzeugnis der Jahre 1906 bis 1933 und seine Konfrontation mit der Nazi-Diktatur. In: Dieter Matzukat, Peter Hahn (Hrsg.): Freie Schulgemeinde Wickersdorf – Erinnerungen, Gedanken, Aktivitäten aus verschiedenen Jahren, Band 3, Selbstverlag 2002 (online).
- Archiv der deutschen Jugendbewegung (Hrsg.): Historische Jugendforschung – Die Freie Schulgemeinde Wickersdorf. In: Jahrbuch des Archivs der Deutschen Jugendbewegung, N. F. 3/2006, Schwalbach am Taunus 2007, ISBN 3-89974-395-4.
- Peter Bernhard: Die Freie Schulgemeinde Wickersdorf und das Staatliche Bauhaus Weimar. In: Peter Bernhard (Hrsg.): Bauhausvorträge. 2017, ISBN 978-3-7861-2770-3, S. [59]–65.
- Peter Dudek: Fetisch Jugend. Walter Benjamin und Siegfried Bernfeld – Jugendprotest am Vorabend des Ersten Weltkrieges. Verlag Julius Klinkhardt, Bad Heilbrunn 2002, ISBN 978-3-7815-1226-9.
- ders.: „Versuchsacker für eine neue Jugend“. Die Freie Schulgemeinde Wickersdorf 1906–1945. Julius Klinkhardt, Bad Heilbrunn 2009, ISBN 978-3-7815-1681-6.
- ders.: „Vorweggelebtes Leben“ – Die Erinnerungen des kommunistischen Reichstagsabgeordneten Ernst Putz an seine Wickersdorfer Schulzeit. In: Gudrun Fiedler, Susanne Rappe-Weber, Detlef Siegfried (Hrsg.): Sammeln – erschließen – vernetzen: Jugendkultur und soziale Bewegungen im Archiv. Vandenhoeck & Ruprecht, Göttingen 2014, ISBN 978-3-8470-0340-3, S. 161 ff.
- ders.: „Der Ödipus vom Kurfürstendamm“. Ein Wickersdorfer Schüler und sein Muttermord 1930. Julius Klinkhardt, Bad Heilbrunn 2015, ISBN 978-3-7815-2026-4.
- ders.: „Sie sind und bleiben eben der alte abstrakte Ideologe!“ Der Reformpädagoge Gustav Wyneken (1875–1964) – Eine Biographie. Verlag Julius Klinkhardt, Bad Heilbrunn 2017, ISBN 978-3-7815-2176-6.
- ders.: „Körpermissbrauch und Seelenschändung“ – Der Prozess gegen den Reformpädagogen Gustav Wyneken 1921. Verlag Julius Klinkhardt, Bad Heilbrunn 2020, ISBN 978-3-7815-2345-6.
- ders.: Rebellen gegen den Krieg – Sucher nach Gemeinschaft. Der jugendbewegte „Berliner Kreis“ im Kontext des Ersten Weltkrieges. Verlag Julius Klinkhardt, Bad Heilbrunn 2021, ISBN 978-3-7815-2435-4.
- Alfred Ehrentreich: Stefan George in der Freien Schulgemeinde Wickersdorf. Castrum Peregrini Presse, Amsterdam [1972]. Sonderdruck aus: Castrum Peregrini, Heft 101, 1972, OCLC 755055136, S. 62–79.
- Erwin Fischer. Rechtsanwalt, Publizist, Bürgerrechtler. Nachlaß 1904–1996. In: Institut für Zeitgeschichte, München/Berlin 1996, Signatur ED 445.
- René Gass: In den frühen Tod. Das kurze Leben des Kriegsfreiwilligen Otto Braun (1897–1918). Chronos, Zürich 2014, ISBN 978-3-0340-1229-4.
- Dietmar Haubfleisch: Dr. Alfred Ehrentreich (1896–1998). Marburg 1999 (online).
- Heike Heilmann: Gustav Wyneken und sein Bestreben zur Heranbildung einer neuen Jugend am Beispiel seines persönlichen Umgangs mit Schülern, Eltern und Kollegen der Freien Schulgemeinde Wickersdorf. Magisterarbeit, Johann Wolfgang Goethe-Universität, Frankfurt am Main 2004, OCLC 178793973.
- Konrad Landrock: Friedrich Georg Houtermans (1903–1966). Ein bedeutender Physiker des 20. Jahrhunderts. In: Naturwissenschaftliche Rundschau. 56. Jg., Heft 4, 2003, S. 187–199 (online).
- Thijs Maasen: Pädagogischer Eros. Gustav Wyneken und die Freie Schulgemeinde Wickersdorf. Männerschwarm Verlag, Berlin 1998, ISBN 3-86149-032-3.
- Dieter Matzukat, Peter Hahn (Hrsg.): Freie Schulgemeinde Wickersdorf – Erinnerungen, Gedanken, Aktivitäten aus verschiedenen Jahren (5 Bände), 2002.
- Sabine Meisel: Gustav Wyneken. Seine Erziehungsphilosophie und deren praktische Umsetzung in der Freien Schulgemeinde Wickersdorf. Magisterarbeit, Justus-Liebig-Universität Gießen 1988, OCLC 180457122.
- Wolfgang Näser: Halm, August (1869–1929): Vom Schicksal der Musik Beethovens. In: Beethoven, 1927 (online).
- Alexander Priebe: Vom Schulturnen zum Schulsport. Die Reform der körperlichen Ausbildung in den Deutschen Landerziehungsheimen und der Freien Schulgemeinde Wickersdorf von 1898 bis 1933. Julius Klinkhardt, Bad Heilbrunn 2007, ISBN 978-3-7815-1561-1.
- Bernadette Proske: Gustav Wyneken und die Freie Schulgemeinde zu Wickersdorf. GRIN Verlag, München 2007, ISBN 978-3-638-59939-9.
- Horst-Dieter Ritz: „Wickersdorfer Höhenflüge“. Der Jahrgang von 1961 bis 1965. Naturwissenschaftlicher Zweig der erweiterten Internatsoberschule Wickersdorf. Druckmedienzentrum Gotha, 2010, ISBN 978-3-939182-27-6.
- Hans Peter Schöniger: Die Bildung des ganzen Menschen. Zur Geschichte eines reformpädagogischen Ideals. Phil. Diss., Schneider-Verlag Hohengehren, Baltmannsweiler 2004, ISBN 978-3-89676-796-7.
- Alfred Schröder: Die pädagogischen Ansichten Gustav Wynekens und ihre Verwirklichung in der Freien Schulgemeinde Wickersdorf. Diplomarbeit/Dissertation, Universität Leipzig 1964, OCLC 918055612.
- Eva Seeber: Die Freie Schulgemeinde Wickersdorf in der NS-Zeit. In: Historische Jugendforschung : Jahrbuch des Archivs der Deutschen Jugendbewegung. 2000.
- Nicole Taschewski: Gustav Wynecken und die freie Schulgemeinde Wickersdorf. GRIN Verlag, München 2007, ISBN 978-3-638-79029-1.
- Die Freie Schulgemeinde Wickersdorf. In: Jahrbuch des Archivs der deutschen Jugendbewegung, Historische Jugendforschung, NF Band 3/2006.
- Jörg Ziegenspeck: Martin Luserke – Notizen zu Leben und Werk des Reformpädagogen. Vortrag zur Eröffnung der Ausstellung Martin Luserke – Reformpädagoge – Schriftsteller auf dem Meer und an den Meeresküste, 9. Oktober 1988, Morgenstern-Museum in Bremerhaven (online).

### Erinnerungen, Romane u. Ä. mit Bezug zur Schule
- Lise Urban: Erlebtes in der Freien Schulgemeinde Wickersdorf 1906–1933. Zur Erinnerung an den 90. Gründungstag der Freien Schulgemeinde Wickersdorf, hrsg. v. Heimatverein Wickersdorf. Wickersdorf 1996, OCLC 246153209.
- Hans Brandenburg: München leuchtete. Jugenderinnerungen. München 1953, S. 445–495.
- Erich Ebermayer: Kampf um Odilienberg. Zsolnay, Berlin/Wien/Leipzig 1929.
- Ines Geipel: Das Heft. Roman. Transit, Berlin 1999, ISBN 978-3-88747-146-0.
- Haiko Jakob: Wickersdorf. Erinnerungen an Wickersdorf. Rockstuhl, Bad Langensalza 2007, ISBN 978-3-86777-007-1.
- Volker Kluge: Otto der Seltsame. Parthas-Verlag, Berlin 2000, ISBN 3-932529-74-X.
- Almut Körting: Jugendkultur und Jugendburg-Idee. In: Köpfchen, 2000/2001, 3–4, S. 4–9.
- Herbert Kühnert: Mein erster Besuch in der Freien Schulgemeinde Wickersdorf (Sommer/Herbst 1908). In: Erinnerungen an Gustav Wyneken. 1966, OCLC 634408202.
- Wilhelm Lehmann: Der Bilderstürmer. Roman, 1917 (Neuausgabe: Klett-Cotta, München 1987, ISBN 3-423-10713-8).[115]

## Hörspiel und TV-Dokumentationen
- Ines Geipel: Die Russische, Hörspiel, Deutschlandradio, Berlin 2002, Regie: Christiane Ohaus, Komposition: Christoph Grund, 87:16 Min. (Wdhlg. 23. September 2018, 18:30 Uhr)
- F.S.G.-Schüler Erich Krems bei Mit 17… Das Jahrhundert der Jugend (6:00 Min.), Deutsche Welle
- Stasi auf dem Schulhof (WDR, MDR) von Annette Baumeister aus dem Jahr 2012. Die Dokumentation schildert das Schicksal von Jugendlichen, die an ihren Schulen vom DDR-Staatssicherheitsdienst unter Druck gesetzt und angeworben wurden. Auch die Geschichte von zwei Schülerinnen aus Wickersdorf wird in der Dokumentation erzählt.[116]